# فهرست کتاب‌های منتخب شورای کتاب کودک
شورای کتاب کودک هر سال فهرستی از کتاب‌های منتخب حوزه کودک و نوجوان را منتشر می‌کند.

## کتاب‌های منتخب
| دوره | رده                      | عنوان                                                                                | نویسنده/طراح                                      | مترجم                                   | تصویرگر                            | ناشر                                             | تاریخ انتشار | عنوان جایزه  |
| ---- | ------------------------ | ------------------------------------------------------------------------------------ | ------------------------------------------------- | --------------------------------------- | ---------------------------------- | ------------------------------------------------ | ------------ | ------------ |
| ۱۳۹۷ | داستان-تألیف             | گفتگوی جادوگر بزرگ با ملکه جزیره رنگ‌ها                                               | جمشید خانیان                                      |                                         | پژمان رحیمی زاده                   | افق                                              | ۱۳۹۷         | برگزیده      |
| ۱۳۹۷ | داستان-ترجمه             | ریگو و رزا                                                                           | لورنتس پاولی                                      | الهام مقدس                              | کاترین شرر                         | ایران بان                                        | ۱۳۹۷         | برگزیده      |
| ۱۳۹۷ | داستان-ترجمه             | مراقبم باش                                                                           | لورنتس پاولی                                      | نگین کتال                               | میریام زولیوس                      | مبتکران، میچکا                                   | ۱۳۹۶         | برگزیده      |
| ۱۳۹۷ | داستان-ترجمه             | دشمن                                                                                 | دیوید کالی                                        | رضی هیرمندی                             | سرژ بلوک                           | چشمه                                             | ۱۳۹۷         | برگزیده      |
| ۱۳۹۷ | شعر                      | گوزن در کافی شاپ                                                                     | مریم اسلامی                                       |                                         | سالومه سیاح                        | شرکت انتشارات فنی ایران، کتاب‌های نردبان          | ۱۳۹۷         | برگزیده      |
| ۱۳۹۷ | شعر                      | احتیاط کنید پرنده‌ها پای سفره صبحانه اند                                              | حسین تولایی                                       |                                         | نوشین خائفی اشکذری                 | انتشارات علمی و فرهنگی، کتاب‌های پرنده آبی        | ۱۳۹۶         | برگزیده      |
| ۱۳۹۷ | تصویر                    | تک خال                                                                               | پیام ابراهیمی                                     |                                         | رضا دالوند                         | فاطمی، کتاب طوطی                                 | ۱۳۹۷         | برگزیده      |
| ۱۳۹۷ | تصویر                    | بچه‌ها بهار                                                                           | نیما یوشیج                                        |                                         | هدا حدادی                          | میر ماه، کتابهای میرکا                           | ۱۳۹۷         | برگزیده      |
| ۱۳۹۷ | علوم تجربی               | این پی پی مال کیه؟                                                                   | دارین پی لاند                                     | سارا قربانی برزی                        | کلسی اوسید                         | فاطمی، کتاب طوطی                                 | ۱۳۹۷         | برگزیده      |
| ۱۳۹۷ | دانش اجتماعی و زندگی‌نامه | می‌توانم یک من دیگر بسازم                                                             | شینوسکه یوشی تاکه                                 | رضی هیرمندی                             | شینوسکه یوشی تاکه                  | افق                                              | ۱۳۹۷         | برگزیده      |
| ۱۳۹۷ | خردسال                   | خوراک زرافه با سالاد لاکپشت                                                          | رضا دالوند                                        |                                         | رضا دالوند                         | فاطمی، کتاب طوطی                                 | ۱۳۹۷         | برگزیده      |
| ۱۳۹۷ | نشر الکترونیکی           | تام سایر[کتاب گویا]                                                                  | مارک تواین                                        | لیلا سبحانی                             |                                    | ماه آوا                                          | ۱۳۹۷         | برگزیده      |
| ۱۳۹۷ | نشر الکترونیکی           | دیوید کاپرفیلد[کتاب گویا]                                                            | چارلز دیکنز                                       | لیلا سبحانی                             |                                    | ماه آوا                                          | ۱۳۹۷         | برگزیده      |
| ۱۳۹۷ | داستان-تألیف             | تک خال                                                                               | پیام ابراهیمی                                     |                                         | رضا دالوند                         | فاطمی، کتاب طوطی                                 | ۱۳۹۷         | شایسته تقدیر |
| ۱۳۹۷ | داستان-تألیف             | شاهزادهٔ شنل تشتکی                                                                    | مهدی رجبی                                         |                                         | مریم محمودی مقدم                   | افق، کتابهای فندق                                | ۱۳۹۷         | شایسته تقدیر |
| ۱۳۹۷ | داستان-تألیف             | پیشگوی چشم نقره ای                                                                   | مهدی رجبی                                         |                                         | مریم محمودی مقدم                   | افق، کتابهای فندق                                | ۱۳۹۷         | شایسته تقدیر |
| ۱۳۹۷ | داستان-تألیف             | هیولای کلمه خوار                                                                     | مهدی رجبی                                         |                                         | مریم محمودی مقدم                   | افق، کتابهای فندق                                | ۱۳۹۷         | شایسته تقدیر |
| ۱۳۹۷ | شعر                      | دل تو برد شرط را….                                                                   | فاطمه سالاروند                                    |                                         |                                    | پیدایش                                           | ۱۳۹۷         | شایسته تقدیر |
| ۱۳۹۷ | تصویر                    | هفت اسب، هفت رنگ                                                                     | محمد هادی محمدی                                   |                                         | نوشین صفاخو                        | مؤسسه پژوهشی تاریخ ادبیات کودکان                 | ۱۳۹۶         | شایسته تقدیر |
| ۱۳۹۷ | تصویر                    | زمانی که هم خانهٔ داوینچی بودم                                                        | محمدرضا مرزوقی                                    |                                         | مجتبی حیدرپناه                     | هوپا                                             | ۱۳۹۷         | شایسته تقدیر |
| ۱۳۹۷ | تصویر                    | زمانی که همسایه میکل آنژ بودم                                                        | محمدرضا مرزوقی                                    |                                         | مجتبی حیدرپناه                     | هوپا                                             | ۱۳۹۷         | شایسته تقدیر |
| ۱۳۹۷ | تصویر                    | زمانی که همسفر ونگوگ بودم                                                            | محمدرضا مرزوقی                                    |                                         | مجتبی حیدرپناه                     | هوپا                                             | ۱۳۹۷         | شایسته تقدیر |
| ۱۳۹۷ | تصویر                    | زمانی که هم سنگر پیکاسو بودم                                                         | محمدرضا مرزوقی                                    |                                         | مجتبی حیدرپناه                     | هوپا                                             | ۱۳۹۷         | شایسته تقدیر |
| ۱۳۹۷ | تصویر                    | کبوتر باشی و زرافه‌های پرنده                                                          | مسعود ملک یاری                                    |                                         | مجید فخارزواره                     | شرکت انتشارات فنی ایران، کتاب‌های نردبان          | ۱۳۹۷         | شایسته تقدیر |
| ۱۳۹۷ | مرجع (کلیات)             | دانشنامه محیط زیست ج. ۱                                                              | هنریک مجنونیان، بهرام حسن‌زاده، شکوه نصرالله       |                                         |                                    | کانون پرورش فکری کودکان و نوجوانان               | ۱۳۹۷         | شایسته تقدیر |
| ۱۳۹۷ | دانش اجتماعی و زندگی‌نامه | نیلی در سرزمین زعفران                                                                | مهدی رجبی                                         |                                         | مریم رجبی                          | زعفران، کتاب‌های زغفرانی                          | ۱۳۹۶         | شایسته تقدیر |
| ۱۳۹۷ | دانش اجتماعی و زندگی‌نامه | نیلی در شهر سوخته                                                                    | مهدی رجبی                                         |                                         | مریم رجبی                          | زعفران، کتاب‌های زغفرانی                          | ۱۳۹۶         | شایسته تقدیر |
| ۱۳۹۷ | دانش اجتماعی و زندگی‌نامه | نیلی در قلعه گنج                                                                     | مهدی رجبی                                         |                                         | مریم رجبی                          | زعفران، کتاب‌های زغفرانی                          | ۱۳۹۶         | شایسته تقدیر |
| ۱۳۹۷ | هنر بازی و سرگرمی        | قورباغه کجاست؟: کتابی برای کودکان با الهام ازنقاشی‌های کلود مونه                      | ژر الدین الشنر                                    | هایده مشایخ                             | استفان جیرل                        | شرکت انتشارات علمی و فرهنگی، کتابهای پرنده آبی   | ۱۳۹۶         | شایسته تقدیر |
| ۱۳۹۷ | هنر بازی و سرگرمی        | هیپو؛ اسب آبی کوچولو:کتابی برای کودکان با الهام از هنر مصر                           | ژر الدین الشنر                                    | هایده مشایخ                             | آنیا کلاوس                         | شرکت انتشارات علمی و فرهنگی، کتابهای پرنده آبی   | ۱۳۹۶         | شایسته تقدیر |
| ۱۳۹۷ | هنر بازی و سرگرمی        | سه نوازنده: کتابی برای کودکان با الهام از نقاشی پیکاسو                               | ورونیک ماسنو                                      | زهره هدایتی                             | ونسا اییه                          | شرکت انتشارات علمی و فرهنگی، کتابهای پرنده آبی   | ۱۳۹۶         | شایسته تقدیر |
| ۱۳۹۷ | هنر بازی و سرگرمی        | موج بزرگ                                                                             | ورونیک ماسنو                                      | مهدی مقیسه                              | برونو پیلورژه                      | شرکت انتشارات علمی و فرهنگی، کتابهای پرنده آبی   | ۱۳۹۶         | شایسته تقدیر |
| ۱۳۹۷ | علوم تجربی               | تکامل                                                                                | دانیل لاکستون                                     | کاوه فیض اللهی، طاهره رنجبر             | دانیل لاکستون، جیم اسمیت           | فاطمی، کتاب طوطی                                 | ۱۳۹۷         | شایسته تقدیر |
| ۱۳۹۷ | خردسال                   | شب هانا                                                                              | کوماکو ساکائی                                     | مهدیه متقی                              | کوماکو ساکائی                      | شرکت انتشارات علمی و فرهنگی، کتابهای پرنده آبی   | ۱۳۹۶         | شایسته تقدیر |
| ۱۳۹۷ | نشر الکترونیکی           | افتادن برگی به نام فردی[کتاب گویا]                                                   | لئو بوسکالیا                                      | مسیحا برزگر                             |                                    | نوین کتاب گویا                                   | ۱۳۹۷         | شایسته تقدیر |
| ۱۳۹۷ | نشر الکترونیکی           | قصه‌های مجید[کتاب گویا]                                                               | هوشنگ مرادی کرمانی                                |                                         |                                    | نوین کتاب گویا                                   | ۱۳۹۷         | شایسته تقدیر |
| ۱۳۹۶ | داستان-ترجمه             | همهٔ آنها یک گربه دیدند                                                               | برندن ونزل                                        | کیوان عبیدی                             | برندن ونزل                         | فاطمی، کتاب طوطی                                 | ۱۳۹۶         | برگزیده      |
| ۱۳۹۶ | تصویر                    | چتری با پروانه‌های سفید                                                               | فرهاد حسن‌زاده                                     |                                         | غزاله بیگدلو                       | فاطمی، کتاب طوطی                                 | ۱۳۹۶         | برگزیده      |
| ۱۳۹۶ | نشر الکترونیکی           | مجموعه ۲۰ جلدی مدرسه نابودکنندگان اژدها                                              |                                                   |                                         |                                    | نوین کتاب گویا                                   | ۱۳۹۶         | برگزیده      |
| ۱۳۹۶ | داستان-تألیف             | چتری با پروانه‌های سفید                                                               | فرهاد حسن‌زاده                                     |                                         | غزاله بیدگلو                       | فاطمی، کتاب طوطی                                 | ۱۳۹۶         | شایسته تقدیر |
| ۱۳۹۶ | داستان-تألیف             | از این طرف نگاه کن                                                                   | علی خدایی                                         |                                         | علی خدایی                          | کانون پرورش فکری کودکان و نوجوانان               | ۱۳۹۵         | شایسته تقدیر |
| ۱۳۹۶ | داستان-ترجمه             | بند باران                                                                            | دیوید آلموند                                      | شهلا انتظاریان                          |                                    | ایران بان                                        | ۱۳۹۵         | شایسته تقدیر |
| ۱۳۹۶ | داستان-ترجمه             | دختری که ماه را نوشید                                                                | کلی ریگن بارنهیل                                  | فروغ منصور قناعی                        |                                    | پرتقال                                           | ۱۳۹۵         | شایسته تقدیر |
| ۱۳۹۶ | داستان-ترجمه             | سفر                                                                                  | ورونیکا سالیناس                                   | سحر ترهنده                              | کامیلا انیگمان                     | فاطمی، کتاب طوطی                                 | ۱۳۹۶         | شایسته تقدیر |
| ۱۳۹۶ | داستان -ترجمه            | ما یک نفر                                                                            | سارا کروسان                                       | کیوان عبیدی آشتیانی                     |                                    | پیدایش                                           | ۱۳۹۶         | شایسته تقدیر |
| ۱۳۹۶ | داستان-ترجمه             | بن‌بست                                                                                | ارین جید لانگ                                     | کیوان عبیدی آشتیانی                     |                                    | افق                                              | ۱۳۹۶         | شایسته تقدیر |
| ۱۳۹۶ | داستان-ترجمه             | بخشنده                                                                               | لوییس لوری                                        | کیوان عبیدی آشتیانی                     |                                    | چشمه، ونوشه                                      | ۱۳۹۶         | شایسته تقدیر |
| ۱۳۹۶ | داستان-ترجمه             | پسر                                                                                  | لوییس لوری                                        | کیوان عبیدی آشتیانی                     |                                    | چشمه، ونوشه                                      | ۱۳۹۶         | شایسته تقدیر |
| ۱۳۹۶ | داستان-ترجمه             | پیام رسان                                                                            | لوییس لوری                                        | کیوان عبیدی آشتیانی                     |                                    | چشمه، ونوشه                                      | ۱۳۹۶         | شایسته تقدیر |
| ۱۳۹۶ | داستان-ترجمه             | در جستجوی آبی‌ها                                                                      | لوییس لوری                                        | کیوان عبیدی آشتیانی                     |                                    | چشمه، ونوشه                                      | ۱۳۹۶         | شایسته تقدیر |
| ۱۳۹۶ | داستان-ترجمه             | پَر                                                                                   | چاو ون                                            | سحر ترهنده                              | راجر ملو                           | فاطمی، کتاب طوطی                                 | ۱۳۹۶         | شایسته تقدیر |
| ۱۳۹۶ | داستان-ترجمه             | اقیانوسی در ذهن                                                                      | کلر وندرپول                                       | عطیه الحسینی                            |                                    | پرتقال                                           | ۱۳۹۶         | شایسته تقدیر |
| ۱۳۹۶ | تصویر                    | ازدواج با خورشید                                                                     | احمد اکبرپور                                      |                                         | حمیده خسرویان                      | فاطمی، کتاب طوطی                                 | ۱۳۹۶         | شایسته تقدیر |
| ۱۳۹۶ | تصویر                    | عید امسال نه مثل هر سال                                                              | مریم فیاضی                                        |                                         | محبوبه یزدانی                      | فاطمی، کتاب طوطی                                 | ۱۳۹۶         | شایسته تقدیر |
| ۱۳۹۶ | شعر                      | کی بود؟ کی بود؟ الاغی بود                                                            | افسانه شعبان نژاد                                 |                                         | سمانه قاسمی                        | لوپه تو                                          | ۱۳۹۵         | شایسته تقدیر |
| ۱۳۹۶ | شعر                      | کی بود؟ کی بود؟ خرگوشی بود                                                           | افسانه شعبان نژاد                                 |                                         | سمانه قاسمی                        | لوپه تو                                          | ۱۳۹۵         | شایسته تقدیر |
| ۱۳۹۶ | شعر                      | کی بود؟ کی بود؟ خروسی بود                                                            | افسانه شعبان نژاد                                 |                                         | سمانه قاسمی                        | لوپه تو                                          | ۱۳۹۵         | شایسته تقدیر |
| ۱۳۹۶ | شعر                      | کی بود؟ کی بود؟ روباهی بود                                                           | افسانه شعبان نژاد                                 |                                         | سمانه قاسمی                        | لوپه تو                                          | ۱۳۹۵         | شایسته تقدیر |
| ۱۳۹۶ | شعر                      | کی بود؟ کی بود؟ زنبوری بود                                                           | افسانه شعبان نژاد                                 |                                         | سمانه قاسمی                        | لوپه تو                                          | ۱۳۹۵         | شایسته تقدیر |
| ۱۳۹۶ | شعر                      | کی بود؟ کی بود؟ کلاغی بود                                                            | افسانه شعبان نژاد                                 |                                         | سمانه قاسمی                        | لوپه تو                                          | ۱۳۹۵         | شایسته تقدیر |
| ۱۳۹۶ | شعر                      | کی بود؟ کی بود؟ گربه‌ای بود                                                           | افسانه شعبان نژاد                                 |                                         | سمانه قاسمی                        | لوپه تو                                          | ۱۳۹۵         | شایسته تقدیر |
| ۱۳۹۶ | شعر                      | کی بود؟ کی بود؟ گوزنی بود                                                            | افسانه شعبان نژاد                                 |                                         | سمانه قاسمی                        | لوپه تو                                          | ۱۳۹۵         | شایسته تقدیر |
| ۱۳۹۶ | شعر                      | کی بود؟ کی بود؟ هشت پایی بود                                                         | افسانه شعبان نژاد                                 |                                         | سمانه قاسمی                        | لوپه تو                                          | ۱۳۹۵         | شایسته تقدیر |
| ۱۳۹۶ | علوم تجربی               | اگر … نگاهی متفاوت به عددها و اندازه‌های بزرگ                                         | دیوید جی اسمیت                                    | فروغ فرجود                              | استیو آدامز                        | فاطمی، کتاب طوطی                                 | ۱۳۹۶         | شایسته تقدیر |
| ۱۳۹۶ | علوم تجربی               | سه، دو، یک … پرتاب؛ سفری هیجان انگیز از زمین به فضا                                  | سیروس برزو؛ محمدرضا رضایی                         |                                         | الهام محجوب                        | طلایی                                            | ۱۳۹۵         | شایسته تقدیر |
| ۱۳۹۶ | علوم تجربی               | دایناسورها از سر تا دم                                                               | استیسی ردریک                                      | فروغ فرجود                              | کوانچای موریا                      | فاطمی، کتاب طوطی                                 | ۱۳۹۶         | شایسته تقدیر |
| ۱۳۹۶ | دانش اجتماعی و زندگینامه | بچه‌ها از کجا می‌آیند؟                                                                 | سوفی بلکان                                        | شبنم حیدری‌پور                           |                                    | پرتقال                                           | ۱۳۹۵         | شایسته تقدیر |
| ۱۳۹۶ | دانش اجتماعی و زندگینامه | رؤیای امانوئل؛ داستان واقعی امانوئل افوسو یبو!                                       | لوری آن تامپسون                                   | شبنم حیدری پور                          | شون کوئالز                         | پرتقال                                           | ۱۳۹۵         | شایسته تقدیر |
| ۱۳۹۶ | دانش اجتماعی و زندگینامه | موریس و کتاب‌های پرنده                                                                | ویلیام جویس                                       | فرمهر منجزی                             | جو بلوم                            | پرتقال                                           | ۱۳۹۵         | شایسته تقدیر |
| ۱۳۹۶ | هنر، بازی و سرگرمی       | زنگ آشپزی                                                                            | اعظم اسلامی                                       |                                         | اعظم لاریجانی                      | طلایی                                            | ۱۳۹۵         | شایسته تقدیر |
| ۱۳۹۶ | هنر، بازی و سرگرمی       | بازی‌های چوب                                                                          | معصومه پورطاهریان                                 |                                         | رامین غلامی                        | شهر قلم                                          | ۱۳۹۵         | شایسته تقدیر |
| ۱۳۹۶ | هنر، بازی و سرگرمی       | صدای رنگ‌ها                                                                           | بارب رزنستاک                                      | شبنم حیدری پور                          | مری گرندپری                        | پرتقال                                           | ۱۳۹۵         | شایسته تقدیر |
| ۱۳۹۶ | مرجع (کلیات)             | بی مهره‌ها                                                                            | محمد کرم الدینی                                   |                                         | اکبر افشار                         | طلایی                                            | ۱۳۹۵         | شایسته تقدیر |
| ۱۳۹۶ | مرجع (کلیات)             | پرندگان                                                                              | محمد کرم الدینی                                   |                                         | اکبر افشار                         | طلایی                                            | ۱۳۹۵         | شایسته تقدیر |
| ۱۳۹۶ | مرجع (کلیات)             | پستانداران                                                                           | محمد کرم الدینی                                   |                                         | اکبر افشار                         | طلایی                                            | ۱۳۹۵         | شایسته تقدیر |
| ۱۳۹۶ | مرجع (کلیات)             | خزندگان                                                                              | محمد کرم الدینی                                   |                                         | اکبر افشار                         | طلایی                                            | ۱۳۹۵         | شایسته تقدیر |
| ۱۳۹۶ | مرجع (کلیات)             | دوزیستان                                                                             | محمد کرم الدینی                                   |                                         | اکبر افشار                         | طلایی                                            | ۱۳۹۵         | شایسته تقدیر |
| ۱۳۹۶ | مرجع (کلیات)             | ماهی‌ها                                                                               | محمد کرم الدینی                                   |                                         | اکبر افشار                         | طلایی                                            | ۱۳۹۵         | شایسته تقدیر |
| ۱۳۹۶ | نشر الکترونیکی           | تینکربل (کتاب گویا)                                                                  | برگردان اثری از والت دیزنی                        | المیرا کاس‌نژاد                          |                                    | پینه‌دوز                                          | ۱۳۹۵         | شایسته تقدیر |
| ۱۳۹۶ | نشر الکترونیکی           | قارقاری نامه را باز نکن (اپلیکیشن)                                                   | کتایون واحدی بر اساس داستانی از احمد اکبرپور      |                                         |                                    | استودیو بازی سازی یوزپا                          | ۱۳۹۶         | شایسته تقدیر |
| ۱۳۹۵ | داستان-تألیف             | سایهٔ هیولا                                                                           | عباس جهانگیریان                                   |                                         |                                    | کانون پرورش فکری کودکان و نوجوانان               | ۱۳۹۵         | برگزیده      |
| ۱۳۹۵ | داستان-ترجمه             | بخاطر آقای تراپت                                                                     | راب بایا                                          | راحله پور آذر                           |                                    | منظومهٔ خرد، ماهک                                 | ۱۳۹۴         | برگزیده      |
| ۱۳۹۵ | داستان-ترجمه             | عروس دریایی                                                                          | الی بنجامین                                       | کیوان عبیدی آشتیانی                     |                                    | افق                                              | ۱۳۹۵         | برگزیده      |
| ۱۳۹۵ | داستان-ترجمه             | مرغ مقلد                                                                             | کاترین ارسکین                                     | کیوان عبیدی آشتیانی                     |                                    | افق                                              | ۱۳۹۵         | برگزیده      |
| ۱۳۹۵ | داستان-ترجمه             | گل‌های پیاده‌رو                                                                        | جان آرنو لاوسن                                    |                                         | سیدنی اسمیت                        | فاطمی، طوطی                                      | ۱۳۹۵         | برگزیده      |
| ۱۳۹۵ | داستان-ترجمه             | ماهی‌ها پرواز می‌کنند                                                                  | لیندا ماللی هانت                                  | پروین علی پور                           |                                    | چشمه                                             | ۱۳۹۵         | برگزیده      |
| ۱۳۹۵ | داستان-ترجمه             | اکو(۳جلد)                                                                            | پم مونیوس رایان                                   | فروغ منصور قناعی                        |                                    | پرتقال                                           | ۱۳۹۵         | برگزیده      |
| ۱۳۹۵ | تصویر                    | موزی که می‌خندید                                                                      | حمیدرضا شاه آبادی                                 |                                         | حسن موسوی                          | افق؛ کتاب‌های فندق                                | ۱۳۹۵         | برگزیده      |
| ۱۳۹۵ | تصویر                    | خوابی پر از گوسفند                                                                   | پژمان رحیمی زاده                                  |                                         | پژمان رحیمی زاده                   | فاطمی                                            | ۱۳۹۵         | برگزیده      |
| ۱۳۹۵ | تصویر                    | گل‌های پیاده‌رو                                                                        | جان آرنو لاوسن                                    |                                         | سیدنی اسمیت                        | فاطمی، طوطی                                      | ۱۳۹۵         | برگزیده      |
| ۱۳۹۵ | هنر، بازی و سرگرمی       | پی و فی کجا هستند؟                                                                   | الساندرو لچیس؛ الساندرا پانتزری                   | مریم عبدی                               |                                    | هوپا                                             | ۱۳۹۵         | برگزیده      |
| ۱۳۹۵ | هنر، بازی و سرگرمی       | بازی‌های سنگ                                                                          | معصومه پورطاهریان                                 |                                         | وانا نبی پور                       | شهر قلم                                          | ۱۳۹۵         | برگزیده      |
| ۱۳۹۵ | هنر، بازی و سرگرمی       | بازی‌های طناب                                                                         | معصومه پورطاهریان                                 |                                         | وانا نبی پور                       | شهر قلم                                          | ۱۳۹۵         | برگزیده      |
| ۱۳۹۵ | خردسال                   | تو کوچولو نیستی/ هستی                                                                | آنا کانگ                                          | فهیمه شانه                              | کریستوفر ویانت                     | غنچه                                             | ۱۳۹۵         | برگزیده      |
| ۱۳۹۵ | داستان-تألیف             | چرا آواز می‌خوانی زنجره؟                                                              | بابک صابری                                        |                                         | نگین احتسابیان                     | فاطمی، طوطی                                      | ۱۳۹۵         | شایسته تقدیر |
| ۱۳۹۵ | داستان-تألیف             | پنج                                                                                  | جمعی از نویسندگان                                 |                                         | مسعود کشمیری                       | انتشارات علمی و فرهنگی، پرندهٔ آبی                | ۱۳۹۴         | شایسته تقدیر |
| ۱۳۹۵ | داستان-ترجمه             | آسمان سرخ در سپیده دم                                                                | الیزابت لرد                                       | پروین علی پور                           |                                    | افق                                              | ۱۳۹۴         | شایسته تقدیر |
| ۱۳۹۵ | داستان-ترجمه             | غول قوطی ماکارونی                                                                    | آلبرتین زولو جرمانو                               | کلر ژوبرت                               | آلبرتین زولو جرمانو                | کودکان                                           | ۱۳۹۵         | شایسته تقدیر |
| ۱۳۹۵ | شعر                      | اسمش چیه؟                                                                            | جعفر ابراهیمی (و دیگران)                          |                                         | آمنه اربابون (ودیگران)             | افق، کتاب‌های قندق                                | ۱۳۹۵         | شایسته تقدیر |
| ۱۳۹۵ | شعر                      | کلید، کلید دسته کلید                                                                 | اکرم کشایی                                        |                                         | حدیثه قربان                        | کانون پرورش فکری کودکان و نوجوانان               | ۱۳۹۵         | شایسته تقدیر |
| ۱۳۹۵ | شعر                      | بود و بود و بود(۱)                                                                   | افسانه شعبان نژاد                                 |                                         | اکبر نیکان                         | کانون پرورش فکری کودکان و نوجوانان               | ۱۳۹۴         | شایسته تقدیر |
| ۱۳۹۵ | شعر                      | بود و بود و بود(۲)                                                                   | شکوه قاسم‌نیا                                      |                                         | ثنا حبیبی راد                      | کانون پرورش فکری کودکان و نوجوانان               | ۱۳۹۴         | شایسته تقدیر |
| ۱۳۹۵ | شعر                      | بوق سگ                                                                               | بیوک ملکی                                         |                                         | هدا حدادی                          | پیدایش                                           | ۱۳۹۵         | شایسته تقدیر |
| ۱۳۹۵ | تصویر                    | چرا آواز می‌خوانی زنجره؟                                                              | بابک صابری                                        |                                         | نگین احتسابیان                     | فاطمی                                            | ۱۳۹۵         | شایسته تقدیر |
| ۱۳۹۵ | تصویر                    | باغ وحش روی ریل                                                                      | زهرا شاهی                                         |                                         | مسعود کشمیری                       | انتشارات علمی و فرهنگی                           | ۱۳۹۴         | شایسته تقدیر |
|      | تصویر                    | آ مثل آهو                                                                            | علی خدایی                                         |                                         | علی خدایی                          | کانون پرورش فکری کودکان و نوجوانان               | ۱۳۹۵         |              |
| ۱۳۹۵ | تصویر                    | ف مثل فیل                                                                            | علی خدایی                                         |                                         | علی خدایی                          | کانون پرورش فکری کودکان و نوجوانان               | ۱۳۹۵         | شایسته تقدیر |
| ۱۳۹۵ | تصویر                    | پیراهن پولکی و هفت قصه دیگر                                                          | محمدرضا شمس                                       |                                         | رودابه خائف                        | محراب قلم، کتاب‌های مهتاب                         | ۱۳۹۴         | شایسته تقدیر |
| ۱۳۹۵ | دانش اجتماعی و زندگینامه | آنتوان و شازده کوچولو:چگونه آنتوان دوسنت اگزوپری شازده کوچولو را خلق کرد             | بیمبا لاندمان                                     | مریم رفیعی                              | بیمبا لاندمان                      | ایران بان                                        | ۱۳۹۵         | شایسته تقدیر |
| ۱۳۹۵ | دانش اجتماعی و زندگینامه | مردمان روی زمین                                                                      | پیتر اسپیر                                        | منیژه مغیثی                             | پیتر اسپیر                         | نقش مانا                                         | ۱۳۹۴         | شایسته تقدیر |
| ۱۳۹۵ | هنر، بازی و سرگرمی       | پست شیشه ای فلیکس:خرگوش کوچولو و دستورهای آشپزی از سراسر دنیا                        | آنت لنگن                                          | منیژه نصیری                             | کنستانزا دروپ                      | زعفران                                           | ۱۳۹۴         | شایسته تقدیر |
| ۱۳۹۵ | هنر، بازی و سرگرمی       | آشپزی من و مامان                                                                     | آنابل کارمل                                       | مریم رزاقی                              |                                    | زعفران                                           | ۱۳۹۵         | شایسته تقدیر |
| ۱۳۹۵ | دین                      | همیشه او، همه جا او                                                                  | محسن چینی فروشان                                  |                                         | میثم موسوی                         | کانون پرورش فکری کودکان و نوجوانان               | ۱۳۹۴         | شایسته تقدیر |
| ۱۳۹۵ | مرجع (کلیات)             | صد فرمانروا و سردار ایران                                                            | حسن سالاری                                        |                                         |                                    | محراب قلم، کتاب‌های مهتاب                         | ۱۳۹۴         | شایسته تقدیر |
| ۱۳۹۴ | داستان-تألیف             | زیبا صدایم کن                                                                        | فرهاد حسن‌زاده                                     |                                         |                                    | کانون پرورش فکری کودکان و نوجوانان               | ۱۳۹۴         | برگزیده      |
| ۱۳۹۴ | داستان-ترجمه             | وحشی                                                                                 | دیوید آلموند                                      | نسرین وکیلی                             | دیوسک کین                          | آفرینگان                                         | ۱۳۹۴         | برگزیده      |
| ۱۳۹۴ | داستان-ترجمه             | زیرنور ماه شیشه ای؛ یک مرثیه                                                         | ژاکلین وودسون                                     | کیوان عبیدی آشتیانی                     |                                    | افق                                              | ۱۳۹۴         | برگزیده      |
| ۱۳۹۴ | داستان-ترجمه             | من مشق شبم را ننوشتم                                                                 | دیوید کالی                                        | رضی هیرمندی                             | بنجامین چاد                        | افق                                              | ۱۳۹۴         | برگزیده      |
| ۱۳۹۴ | داستان-ترجمه             | آبشار یخ                                                                             | متیو جی کربی                                      | محبوبه نجف خانی                         |                                    | افق                                              | ۱۳۹۴         | برگزیده      |
| ۱۳۹۴ | داستان-ترجمه             | اقیانوس انتهای جاده                                                                  | نیل گیمن                                          | فرزاد فربد                              |                                    | پریان                                            | ۱۳۹۴         | برگزیده      |
| ۱۳۹۴ | شعر                      | یک راه کوتاه تا ماه                                                                  | شاهین رهنما                                       |                                         | میترا عبداللهی                     | پیدایش                                           | ۱۳۹۴         | برگزیده      |
| ۱۳۹۴ | تصویر                    | راه و چاه                                                                            | شهرام شفیعی                                       |                                         | حمیدرضا رشیدیان و دیگران           | طلایی                                            | ۱۳۹۳         | برگزیده      |
| ۱۳۹۴ | دانش اجتماعی             | خرس کوچولو درخت آرزوها                                                               | نوربرت لاندا                                      | هانیه فکور                              | سیمون مندز                         | نقش گستران سرمدی، فینگیلی                        | ۱۳۹۳         | برگزیده      |
| ۱۳۹۴ | نشر الکترنیک             | استاد محمد پینه‌دوز. گویش یزدی-یزد                                                    |                                                   |                                         |                                    | کانون پرورش فکری کودکان و نوجوانان               | ۱۳۹۴         | برگزیده      |
| ۱۳۹۴ | نشر الکترنیک             | زور کی از همه بیشتره. گویش دلیجانی-لرستان                                            |                                                   |                                         |                                    | کانون پرورش فکری کودکان و نوجوانان               | ۱۳۹۴         | برگزیده      |
| ۱۳۹۴ | داستان-تألیف             | امپراتور کوتولهٔ سرزمین لی لی پوت                                                     | جمشید خانیان                                      |                                         |                                    | افق                                              | ۱۳۹۴         | شایسته تقدیر |
| ۱۳۹۴ | داستان-تألیف             | اقلیم هشتم                                                                           | محسن هجری                                         |                                         |                                    | کانون پرورش فکری کودکان و نوجوانان               | ۱۳۹۴         | شایسته تقدیر |
| ۱۳۹۴ | ادبیات کهن               | قصهٔ طوطی خانم و آقای بازرگان                                                         | فرهاد حسن‌زاده                                     |                                         | حدیثه ثربان                        | همشهری، مدادآبی                                  | ۱۳۹۳         | شایسته تقدیر |
| ۱۳۹۴ | ادبیات کهن               | آرش کماندار                                                                          | محمد هادی محمدی                                   |                                         | ندا راستین                         | مؤسسه پژوهشی تاریخ ادبیات                        | ۱۳۹۴         | شایسته تقدیر |
| ۱۳۹۴ | داستان-ترجمه             | بابابزرگ سبز من                                                                      | لین اسمیت                                         | مینا شعبان پور                          | لین اسمیت                          | مبتکران                                          | ۱۳۹۴         | شایسته تقدیر |
| ۱۳۹۴ | داستان-ترجمه             | مادرجون! چرا اسمم یادت رفته؟                                                         | سالی مورفی                                        | پرورین علی پور                          | هیتر پاتر                          | چشمه، کتاب ونوشه                                 | ۱۳۹۴         | شایسته تقدیر |
| ۱۳۹۴ | داستان-ترجمه             | روزنامه فروش                                                                         | ونیس واتر                                         | پرورین علی پور                          |                                    | چشمه، کتاب ونوشه                                 | ۱۳۹۴         | شایسته تقدیر |
| ۱۳۹۴ | داستان-ترجمه             | فراتر از یک رؤیا                                                                     | جف آرتس                                           | زهره قائینی                             | تورن کویست                         | مؤسسه پژوهشی تاریخ ادبیات                        | ۱۳۹۴         | شایسته تقدیر |
| ۱۳۹۴ | داستان-ترجمه             | پسری که تا ماه بالا رفت                                                              | دیوید آلموند                                      | شهلا انتظاریان                          |                                    | محراب قلم، کتاب‌های مهتاب                         | ۱۳۹۴         | شایسته تقدیر |
| ۱۳۹۴ | داستان-ترجمه             | کی از کتاب بد گنده می‌ترسد؟                                                           | لورن چایلد                                        | محبوبه نجف خانی                         | لورن چایلد                         | زعفران، کتاب‌های زعفرانی                          | ۱۳۹۳         | شایسته تقدیر |
| ۱۳۹۴ | داستان-ترجمه             | من من هستم                                                                           | ماری لوییس فیتزپاتریک                             | ناهید معتمدی                            | ماری لوییس فیتزپاتریک              | مبتکران                                          | ۱۳۹۴         | شایسته تقدیر |
| ۱۳۹۴ | شعر                      | ای میهن من ایران                                                                     | اسدالله شعبانی                                    |                                         | سروناز پریشان‌زاده                  | کانون پرورش فکری کودکان و نوجوانان               | ۱۳۹۵         | شایسته تقدیر |
| ۱۳۹۴ | شعر                      | تلنگر باران                                                                          | حمیدرضا شکارسری                                   |                                         | پرستو احدی                         | کانون پرورش فکری کودکان و نوجوانان               | ۱۳۹۴         | شایسته تقدیر |
| ۱۳۹۴ | تصویر                    | پسر طبیعت                                                                            | حمیرا محب علی                                     |                                         | محمد صادقی                         | دنیای جغرافیای سحاب                              | ۱۳۹۴         | شایسته تقدیر |
| ۱۳۹۴ | تصویر                    | کارت دعوت داری موش موشک؟                                                             | نسرین نوش امینی                                   |                                         | غزاله بیگدلو                       | انتشارات علمی و فرهنگی                           | ۱۳۹۴         | شایسته تقدیر |
| ۱۳۹۴ | تصویر                    | من حرفی دارم که فقط شما بچه‌ها باور می‌کنید                                            | احمدرضا احمدی                                     |                                         | لیدا معتمد                         | کانون پرورش فکری کودکان و نوجوانان               | ۱۳۹۳         | شایسته تقدیر |
| ۱۳۹۴ | تصویر                    | دست‌ها بالا گاو مسلح است                                                              | محمد اکبرپور                                      |                                         | سپهر حاجی‌آبادی                     | چکه                                              | ۱۳۹۳         | شایسته تقدیر |
| ۱۳۹۴ | تصویر                    | بفرمایید عینک مادام سوسکه                                                            | محمد اکبرپور                                      |                                         | سپهر حاجی‌آبادی                     | چکه                                              | ۱۳۹۳         | شایسته تقدیر |
| ۱۳۹۴ | تصویر                    | کنسرت‌های فیل بی‌جنبه                                                                  | محمد اکبرپور                                      |                                         | سپهر حاجی‌آبادی                     | چکه                                              | ۱۳۹۳         | شایسته تقدیر |
| ۱۳۹۴ | تصویر                    | ساندویچ ساز مودم اسبی باف                                                            | مهدی رجبی                                         |                                         | آمنه اربابون                       | افق، کتاب‌های فندق                                |              | شایسته تقدیر |
| ۱۳۹۴ | زندگی‌نامه                | پسر نان و نمک                                                                        | عباس جهانگیریان                                   |                                         | مهسا منصوری                        | کانون پرورش فکری کودکان و نوجوانان               | ۱۳۹۴         | شایسته تقدیر |
| ۱۳۹۴ | دانش اجتماعی             | گاهی زندگی:اندیشه‌ها و رازهای نوجوانی                                                 | ابراهیم اصلانی                                    |                                         | سام سلماسی                         | مدرسه                                            | ۱۳۹۴         | شایسته تقدیر |
| ۱۳۹۴ | بازی، هنر و سرگرمی       | نقاشی‌های هیچی هیچی با بیش از صد ایده نقاشی                                           | اندرو پیندر                                       | فرح یزدی فر                             |                                    | دیبایه                                           | ۱۳۹۳         | شایسته تقدیر |
| ۱۳۹۴ | نشر الکترونیک            | کرم سه نقطه                                                                          | سروناز پریش                                       |                                         | سروزناز پریش                       | کانون پرورش فکری کودکان و نوجوانان               | ۱۳۹۴         | شایسته تقدیر |
| ۱۳۹۳ | داستان-تألیف             | اشوزدنگهه(۳جلد)                                                                      | آرمان آرین                                        |                                         |                                    | موج                                              | ۱۳۹۳–۱۳۸۸    | برگزیده      |
| ۱۳۹۳ | داستان-ترجمه             | گل                                                                                   | دیوید آلموند                                      | شهلا انتظاریان                          |                                    | آفرینگان                                         | ۱۳۹۳         | برگزیده      |
| ۱۳۹۳ | داستان-ترجمه             | شگفتی                                                                                | آر جی پالاسیو                                     | پروین علی پور                           | مارک بوتاوان                       | افق                                              | ۱۳۹۳         | برگزیده      |
| ۱۳۹۳ | داستان-ترجمه             | اریک                                                                                 | شان تن                                            | مسعود ملک یاری                          |                                    | آفرینگان                                         | ۱۳۹۳         | برگزیده      |
| ۱۳۹۳ | داستان-ترجمه             | خیال باف                                                                             | پم مونوز رایان                                    | ریحانه عبدی                             |                                    | منظورمه خرد                                      | ۱۳۹۳         | برگزیده      |
| ۱۳۹۳ | داستان-ترجمه             | تربیت درخت کوچک                                                                      | فارست کارتر                                       | ژاله مساعد                              |                                    | پیام امروز                                       | ۱۳۹۳         | برگزیده      |
| ۱۳۹۳ | داستان-ترجمه             | بخت پریشان                                                                           | جان گرین                                          | مریم فرادی                              |                                    | هیرمند                                           | ۱۳۹۲         | برگزیده      |
| ۱۳۹۳ | شعر                      | من آّبی، من سبز: مجموعه شعر برای نوجوانان                                             | صفورا نیری                                        |                                         |                                    | توکا                                             | ۱۳۹۳         | برگزیده      |
| ۱۳۹۳ | تصویر                    | شاهنامه                                                                              | محمد حسینی                                        |                                         | سعید خالقی                         | بنگاه ترجمه ونشر پارسه                           | ۱۳۹۳         | برگزیده      |
| ۱۳۹۳ | تصویر                    | احتیاط! خطر حمله موش‌ها و دیگران                                                      | علی شجاعی                                         |                                         | نازنین عباسی                       | کتاب نیستان                                      | ۱۳۹۳         | برگزیده      |
| ۱۳۹۳ | تصویر                    | هیچ‌کس که کسی نبود                                                                    | محمدرضا یوسفی                                     |                                         | حسن عامه کن                        | خانه ادبیات                                      | ۱۳۹۲         | برگزیده      |
| ۱۳۹۳ | مرجع                     | فرهنگ نامه طلایی ورزش                                                                | مهدی زارعی                                        |                                         | علی دشتکی، حسن تبریزی، الهام محجوب | طلایی                                            | ۱۳۹۲         | برگزیده      |
| ۱۳۹۳ | مرجع                     | پستانداران ایران:سگ سانان وکفتارها؛ جلد دوم                                          | علی گلشن                                          |                                         | گروه عکاسان                        | کانون پرورش فکری کودکان و نوجوانان               | ۱۳۹۳         | برگزیده      |
| ۱۳۹۳ | بازی، هنر و سرگرمی       | پولک‌های چوبی                                                                         | فرزانه بابایی                                     |                                         | علی خوش فرجام                      | کانون پرورش فکری کودکان و نوجوانان               | ۱۳۹۲         | برگزیده      |
| ۱۳۹۳ | داستان-تألیف             | کنسرو غول                                                                            | مهدی رجبی                                         |                                         |                                    | افق                                              | ۱۳۹۲         | شایسته تقدیر |
| ۱۳۹۳ | داستان-ترجمه             | شگفتی                                                                                | آرجی پالاسیو                                      | ناهید قهرمانی                           | مارک بوتاوان                       | هیرمند                                           | ۱۳۹۳         | شایسته تقدیر |
| ۱۳۹۳ | داستان-ترجمه             | اعجوبه                                                                               | آرجی پالاسیو                                      | فرح بهبهانی                             | مارک بوتاوان                       | پیدایش                                           | ۱۳۹۳         | شایسته تقدیر |
| ۱۳۹۳ | داستان-ترجمه             | پلیس جدید                                                                            | کیت تامپسون                                       | شهلا انتظاریان                          |                                    | چکه                                              | ۱۳۹۲         | شایسته تقدیر |
| ۱۳۹۳ | داستان-ترجمه             | در انتظار یک زندگی طبیعی                                                             | لسلی کانر                                         | فرح بهبهانی                             |                                    | افق                                              | ۱۳۹۲         | شایسته تقدیر |
| ۱۳۹۳ | شعر                      | صلح مثل چای تازه دم                                                                  | جعفر ابراهیمی                                     |                                         | مهدی سعادتی؛ زیر نظر شورای ادبی    | پیدایش                                           | ۱۳۹۲         | شایسته تقدیر |
| ۱۳۹۳ | شعر                      | ابری بازیگوش                                                                         | پیرایه یغمایی                                     |                                         | نیلوفر میر محمدی                   | خط خطی                                           | ۱۳۹۳         | شایسته تقدیر |
| ۱۳۹۳ | تصویر                    | دارم شروع می‌شوم                                                                      | مرتضی سیدی نژاد                                   |                                         | رودابه خائف                        | انتشارات علمی و فرهنگی                           | ۱۳۹۱         | شایسته تقدیر |
| ۱۳۹۳ | تصویر                    | ماهی گیر و بهار                                                                      | مژگان کلهر                                        |                                         | نازنین عباسی                       | کانون پرورش فکری کودکان و نوجوانان               | ۱۳۹۲         | شایسته تقدیر |
| ۱۳۹۳ | تصویر                    | راز گریه سگ‌ها:داستان‌هایی از هزارویک شب                                               | محمد کاظم مزینانی                                 |                                         | علی فلاح کردی                      | مؤسسه فرهنگی منادی تربیت                         | ۱۳۹۲         | شایسته تقدیر |
| ۱۳۹۳ | دین                      | سوره نیاز:پنج جرعه تشنگی                                                             | محمدرضا زائری                                     |                                         | مجید کاظمی                         | سروش                                             | ۱۳۹۲         | شایسته تقدیر |
| ۱۳۹۳ | بازی، هنر و سرگرمی       | بازی‌های روز چهارشنبه                                                                 | آن برتیه                                          | رکسانا سپهر                             | آن برتیه                           | مبتکران                                          | ۱۳۹۳         | شایسته تقدیر |
| ۱۳۹۲ | دست نوشته بزرگسال        | صدا، کات، سکوت                                                                       | لیلا مشک سار                                      |                                         |                                    |                                                  |              | شایسته تقدیر |
| ۱۳۹۲ | داستان-تألیف             | سیاوش                                                                                | آتوسا صالحی                                       |                                         | عطیه مرکزی                         | کانون پرورش فکری کودکان و نوجوانان               | ۱۳۹۲         | برگزیده      |
| ۱۳۹۲ | داستان-ترجمه             | مقررات                                                                               | سینتیا لرد                                        | کیوان عبیدی آشتیانی                     |                                    | افق                                              | ۱۳۹۲         | برگزیده      |
| ۱۳۹۲ | داستان-ترجمه             | اینگرید و گرگ                                                                        | آندره الکسیس                                      | نسرین وکیلی، پارسا میهن پور             |                                    | افق                                              | ۱۳۹۲         | برگزیده      |
| ۱۳۹۲ | داستان-ترجمه             | خانه ای در شب                                                                        | مری سوزان سوانسون                                 | رضی هیرمندی                             | بت کرامز                           | آفرینگان                                         | ۱۳۹۲         | برگزیده      |
| ۱۳۹۲ | داستان-ترجمه             | مترسک و خدمتکارش                                                                     | فیلیپ پولمن                                       | فرزاد فربد                              | جان لارنس                          | کتاب پنجره، کتاب‌های پریان                        | ۱۳۹۱         | برگزیده      |
| ۱۳۹۲ | شعر                      | چه کسی داده به گل این همه رنگ؟                                                       | مارکوس فیستر                                      | اسدالله شعبانی                          | مارکوس فیستر                       | شهرتاش                                           | ۱۳۹۰         | برگزیده      |
| ۱۳۹۲ | تصویر                    | سیاوش                                                                                | آتوسا صالحی                                       |                                         | عطیه مرکزی/پژمان رحیمی زاده        | کانون پرورش فکری کودکان و نوجوانان               | ۱۳۹۳         | برگزیده      |
| ۱۳۹۲ | تصویر                    | رستم و اسفندیار                                                                      | مرجان فولادوند                                    |                                         | پژمان رحیمی زاده                   | کانون پرورش فکری کودکان و نوجوانان               | ۱۳۹۳         | برگزیده      |
| ۱۳۹۲ | تصویر                    | زال و سیمرغ                                                                          | مصطفی رحماندوست                                   |                                         | مانلی منوچهری/پژمان رحیمی زاده     | کانون پرورش فکری کودکان و نوجوانان               | ۱۳۹۳         | برگزیده      |
| ۱۳۹۲ | تصویر                    | رزانه دختر گندم                                                                      | محمدرضا یوسفی                                     |                                         | علی خدایی/تینوگرافیک               | خانه ادبیات                                      | ۱۳۹۱         | برگزیده      |
| ۱۳۹۲ | نشر الکترونیک            | تنور و داستان‌های دیگر                                                                | هوشنگ مرادی کرمانی                                |                                         |                                    | نوین کتاب گویا                                   | ۱۳۹۲         | برگزیده      |
| ۱۳۹۲ | نشر الکترونیک            | بابالنگ دراز                                                                         | جین وبستر                                         | گلناز نویدان                            |                                    | رها فیلم                                         | ۱۳۹۲         | برگزیده      |
| ۱۳۹۲ | خردسال                   | تو لک لکی یا دارکوب؟                                                                 | علی خدایی                                         |                                         | علی خدایی                          | کانون پرورش فکری کودکان و نوجوانان               | ۱۳۹۲         | برگزیده      |
| ۱۳۹۲ | خردسال                   | چی چی قاشق و قیچی                                                                    | علی خدایی                                         |                                         | علی خدایی                          | کانون پرورش فکری کودکان و نوجوانان               | ۱۳۹۲         | برگزیده      |
| ۱۳۹۲ | خردسال                   | آدم کوچولوی گرسنه                                                                    | پیردلی                                            | کلر ژوبرت                               | سیسیل هودریزیه                     | کانون پرورش فکری کودکان و نوجوانان               | ۱۳۹۲         | برگزیده      |
| ۱۳۹۲ | خردسال                   | چتر                                                                                  | اینگرید شوبرت؛ دیتر شوبرت                         |                                         |                                    | دیبایه                                           | ۱۳۹۰         | برگزیده      |
| ۱۳۹۲ | داستان-ترجمه             | کارنامه                                                                              | اندرو کلمنتس                                      | مرجان ظریف، افسانه سلیمانی              |                                    | دیبایه                                           | ۱۳۹۱         | شایسته تقدیر |
| ۱۳۹۲ | داستان-ترجمه             | کلبهٔ عمو ژو                                                                          | بریژیت اسماجا                                     | افسر افشاری                             |                                    | پیدایش                                           | ۱۳۹۲         | شایسته تقدیر |
| ۱۳۹۲ | داستان-ترجمه             | سار کوچولو نمی‌تواند پرواز کند:(داستان پرنده کتابخوان)                                | جنیفر برن                                         | محبوبه نجف خانی                         | کیت بندیس                          | آفرینگان                                         | ۱۳۹۲         | شایسته تقدیر |
| ۱۳۹۲ | داستان-ترجمه             | موش کتابخانه                                                                         | دنیل کرک                                          | محبوبه نجف خانی                         | دنیل کرک                           | آفرینگان                                         | ۱۳۹۲         | شایسته تقدیر |
| ۱۳۹۲ | تصویر                    | داستان پیامبران درقرآن                                                               | مسلم قاسمی                                        |                                         | حسام الدین طباطبایی                | نوای مدرسه                                       | ۱۳۹۰         | شایسته تقدیر |
| ۱۳۹۲ | تصویر                    | داستان رستم و سهراب                                                                  | جعفر ابراهیمی                                     |                                         | کمال طباطبایی/پژمان رحیمی زاده     | کانون پرورش فکری کودکان و نوجوانان               | ۱۳۹۳         | شایسته تقدیر |
| ۱۳۹۲ | تصویر                    | رؤیای گردآفرید                                                                       | مینو کریم زاده                                    |                                         | عطیه بزرگ سهرابی/پژمان رحیمی زاده  | کانون پرورش فکری کودکان و نوجوانان               | ۱۳۹۲         | شایسته تقدیر |
| ۱۳۹۲ | دانش اجتماعی             | در کلاس درس خوارزمی                                                                  | حسن سالاری                                        |                                         |                                    | مدرسه                                            | ۱۳۹۰         | شایسته تقدیر |
| ۱۳۹۲ | هنر، بازی و سرگرمی       | لی لی حوضک (پژوهشی در بازی‌های بومی محلی قمشه)                                        | پیمان راعی، ایران جاوری                           |                                         |                                    | آمیس                                             | ۱۳۹۰         | شایسته تقدیر |
| ۱۳۹۲ | هنر، بازی و سرگرمی       | خاطرات چوبی                                                                          | فرزانه بابایی                                     |                                         | علی خوش جام                        | کانون پرورش فکری کودکان و نوجوانان               | ۱۳۹۲         | شایسته تقدیر |
| ۱۳۹۲ | هنر، بازی و سرگرمی       | زیرکلاهی                                                                             | معصومه پورطاهریان                                 |                                         | سمانه صلواتی                       | همشهری                                           | ۱۳۹۱         | شایسته تقدیر |
| ۱۳۹۲ | نشر الکترونیک            | قصه‌های کلیله و دمنه                                                                  | مهدی آذریزدی                                      |                                         |                                    | نوین کتاب گویا                                   |              | شایسته تقدیر |
| ۱۳۹۲ | نشر الکترونیک            | قصه‌های شیخ عطار                                                                      | مهدی آذریزدی                                      |                                         |                                    | نوین کتاب گویا                                   |              | شایسته تقدیر |
| ۱۳۹۲ | نشر الکترونیک            |                                                                                      |                                                   |                                         |                                    | وبلاگ دانش آموزان بندر                           |              | شایسته تقدیر |
| ۱۳۹۱ | داستان-ترجمه             | پُم:بهترین اتفاق زندگی                                                                | ماری دپلوشن                                       | الهام هاشمی                             |                                    | آفرینگان                                         | ۱۳۹۱         | برگزیده      |
| ۱۳۹۱ | داستان-ترجمه             | کتاب کارزار کره و یک قصهٔ دیگر                                                        | سوس                                               | رضی هیرمندی                             |                                    | گام                                              | ۱۳۹۱         | برگزیده      |
| ۱۳۹۱ | داستان-ترجمه             | جایی که کوه بوسه می‌زند بر ماه                                                        | گریس لین                                          | پروین علی پور                           |                                    | افق                                              | ۱۳۹۱         | برگزیده      |
| ۱۳۹۱ | داستان-ترجمه             | تک و تنها توی دنیای به این بزرگی                                                     | اولف نیلسون                                       | فریده خرمی                              | اوا اریکسون                        | آفرینگان                                         | ۱۳۹۱         | برگزیده      |
| ۱۳۹۱ | داستان-ترجمه             | پسرخاله وودرو                                                                        | روت وایت                                          | محبوبه نجف خانی                         |                                    | افق                                              | ۱۳۹۱         | برگزیده      |
| ۱۳۹۱ | داستان-ترجمه             | طولانی‌ترین آواز نهنگ                                                                 | ژاکلین ویلسون                                     | نسرین وکیلی                             |                                    | افق                                              | ۱۳۹۱         | برگزیده      |
| ۱۳۹۱ | شعر                      | دختری به زیبایی روباهی که ترسیده باشد                                                | هدی حدادی                                         |                                         |                                    | چکه، شهرقلم                                      | ۱۳۹۰         | برگزیده      |
| ۱۳۹۱ | شعر                      | از لب برکه‌ها                                                                         | مژگان عباسلو                                      |                                         |                                    | چکه، شهرقلم                                      | ۱۳۹۰         | برگزیده      |
| ۱۳۹۱ | شعر                      | اگر زن نبودم، قطار بودم                                                              | حدیث لزرغلامی                                     |                                         |                                    | چکه، شهرقلم                                      | ۱۳۹۰         | برگزیده      |
| ۱۳۹۱ | داستان-ترجمه             | در پی شباویز                                                                         | جین یولن                                          | شهاب الدین عباسی                        | جان شوئنر                          | مهاجر                                            | ۱۳۹۱         | شایسته تقدیر |
| ۱۳۹۱ | شعر                      | فصل آهو و کبوتر                                                                      | سودابه امینی                                      |                                         | لیلا قیطرانی                       | کانون پرورش فکری کودکان و نوجوانان               | ۱۳۹۱         | شایسته تقدیر |
| ۱۳۹۱ | شعر                      | جنگ دختر دستکش پوش با سرما                                                           | زیتا ملکی                                         |                                         | مریم طباطبایی                      | قطره                                             | ۱۳۹۱         | شایسته تقدیر |
| ۱۳۹۱ | شعر                      | بی تویی                                                                              | انیسه موسویان                                     |                                         |                                    | چکه، شهرقلم                                      | ۱۳۹۱         | شایسته تقدیر |
| ۱۳۹۱ | علوم تجربی               | فریاد یوزپلنگ                                                                        | علی گلشن                                          |                                         | مانلی منوچهری                      | نشر نظر                                          | ۱۳۹۱         | شایسته تقدیر |
| ۱۳۹۱ | هنر، بازی و سرگرمی       | بازی‌های سنتی روزآمد شده                                                              | فرشته قبادی                                       |                                         | سالار حسین پور                     | مؤسسه فرهنگی مدرسه برهان،انتشارات مدرسه          | ۱۳۹۱         | شایسته تقدیر |
| ۱۳۹۱ | تصویر                    | عروس و داماد در باران                                                                | احمدرضا احمدی                                     |                                         | نگین احتسابیان                     | چاپ و نشر نظر، کتاب خروس                         | ۱۳۹۰         | شایسته تقدیر |
| ۱۳۹۱ | تصویر                    | سنگ مردم آزار و شش قصه دیگر                                                          | فروزنده خداجو                                     |                                         | لیدا طاهری                         | قدیانی، کتاب‌های بنفشه                            | ۱۳۹۰         | شایسته تقدیر |
| ۱۳۹۱ | تصویر                    | طنز تاریخ برای نوجوانان                                                              | فروزنده خداجو                                     |                                         | رودابه خائف                        | امیرکبیر، کتاب‌های شکوفه                          | ۱۳۹۰         | شایسته تقدیر |
| ۱۳۹۱ | تصویر                    | فریاد یوزپلنگ                                                                        | علی گلشن                                          |                                         | مانلی منوچهری                      | چاپ و نشر نظر                                    | ۱۳۹۱         | شایسته تقدیر |
| ۱۳۹۱ | نشریات                   | نشریه همشهری بچه‌ها                                                                   |                                                   |                                         |                                    | نشریه همشهری بچه‌ها                               |              | شایسته تقدیر |
| ۱۳۹۱ | نشریات                   | نشریه بچه‌های بشری                                                                    |                                                   |                                         |                                    | نشریه بچه‌های بشری                                |              | شایسته تقدیر |
| ۱۳۹۰ | داستان-تألیف             | هستی                                                                                 | فرهاد حسن‌زاده                                     |                                         |                                    | کانون پرورش فکری کودکان و نوجوانان               | ۱۳۸۹         | برگزیده      |
| ۱۳۹۰ | داستان-تألیف             | عاشقانه‌های یونس در شکم ماهی                                                          | جمشید خانیان                                      |                                         |                                    | کانون پرورش فکری کودکان و نوجوانان               | ۱۳۸۹         | برگزیده      |
| ۱۳۹۰ | داستان-ترجمه             | تابستان زاغچه                                                                        | دیوید آلموند                                      | شهلا انتظاریان                          |                                    | قطره                                             | ۱۳۹۰         | برگزیده      |
| ۱۳۹۰ | داستان-ترجمه             | میک هارته اینجا بود                                                                  | باربارا پارک                                      | نازنین دیهیمی                           |                                    | ماهی                                             | ۱۳۹۰         | برگزیده      |
| ۱۳۹۰ | داستان-ترجمه             | اختراع هوگو کابره                                                                    | برایان سلزنیک                                     | رضی هیرمندی                             |                                    | افق                                              | ۱۳۹۰         | برگزیده      |
| ۱۳۹۰ | داستان-ترجمه             | سفر جادویی پنج خواهر                                                                 | مارگارت ماهی                                      | پروین علی پور                           | پاتریشیا مک‌کارتی                   | قطره                                             | ۱۳۸۹         | برگزیده      |
| ۱۳۹۰ | داستان-ترجمه             | دردسر ساز                                                                            | بن میکائلسن                                       | پروین علی‌پور                            |                                    | چشمه                                             | ۱۳۹۰         | برگزیده      |
| ۱۳۹۰ | شعر                      | هیچ هیچ هیچانه:۵۲ شعر از هفت شاعر                                                    | جعفر ابراهیمی و …                                 |                                         | رؤیا بیژنی و … /کیانوش غریب پور    | افق، کتاب‌های فندق                                | ۱۳۸۹         | برگزیده      |
| ۱۳۹۰ | تصویر                    | هیچ هیچ هیچانه:۵۲ شعر از هفت شاعر                                                    | جعفر ابراهیمی و …                                 |                                         | رؤیا بیژنی و …/کیانوش غریب پور     | افق، کتاب‌های فندق                                | ۱۳۸۹         | برگزیده      |
| ۱۳۹۰ | تصویر                    | همین و همان                                                                          |                                                   |                                         | علی خدایی                          | کانون پرورش فکری کودکان و نوجوانان               | ۱۳۸۹         | برگزیده      |
| ۱۳۹۰ | دانش اجتماعی             | پسر ماجراجو                                                                          | بئاتریس فونتانل                                   | مرجان حجازی فر                          | بوتاوان                            | انتشارات علمی و فرهنگی                           | ۱۳۸۹         | برگزیده      |
| ۱۳۸۹ | داستان-تألیف             | شاهزاده بی تاج و تخت زیر زمین                                                        | علی اصغر سیدآبادی                                 |                                         |                                    | چشمه، کتاب ونوشه                                 | ۱۳۸۹         | برگزیده      |
| ۱۳۸۹ | ادبیات کهن               | با این صدای زنگوله گربه پیشی چه شنگوله                                               | مرتضی خسرونژاد                                    |                                         | اکبر نیکان پور                     | شرکت به نشر، کتاب‌های پروانه                      | ۱۳۸۸         | برگزیده      |
| ۱۳۸۹ | ادبیات کهن               | پسرا شیرن، مثل شمشیرن! دخترا موشن، مثل خرگوشن!                                       | مرتضی خسرونژاد                                    |                                         | راشین خیریه                        | شرکت به نشر، کتاب‌های پروانه                      | ۱۳۸۸         | برگزیده      |
| ۱۳۸۹ | ادبیات کهن               | اون شب که بارون اومد موشه لب بوم اومد                                                | مرتضی خسرونژاد                                    |                                         | علی خدایی                          | شرکت به نشر، کتاب‌های پروانه                      | ۱۳۸۸         | برگزیده      |
| ۱۳۸۹ | ادبیات کهن               | عروس من از تو آواز تو از من                                                          | مرتضی خسرونژاد                                    |                                         | راشین خیریه                        | شرکت به نشر، کتاب‌های پروانه                      | ۱۳۸۸         | برگزیده      |
| ۱۳۸۹ | ادبیات کهن               | من که ماه بلند آسمونم چرا باید همه اش تنها بمونم؟                                    | مرتضی خسرونژاد                                    |                                         | علی خدایی                          | شرکت به نشر، کتاب‌های پروانه                      | ۱۳۸۸         | برگزیده      |
| ۱۳۸۹ | ادبیات کهن               | منم موش گرسنه میخورمت درسته                                                          | مرتضی خسرونژاد                                    |                                         | علی مفاخری                         | شرکت به نشر، کتاب‌های پروانه                      | ۱۳۸۸         | برگزیده      |
| ۱۳۸۹ | تصویر                    | آرش کمانگیر:برگرفته از داستان‌های ایران باستان                                        | نیره تقوی                                         |                                         | نیره تقوی                          | چاپ ونشر نظر                                     | ۱۳۸۸         | برگزیده      |
| ۱۳۸۹ | تصویر                    | دوستی گم نمی‌شود، دشمنی هم:بر اساس قصه ای از کلیله و دمنه                             | مهدی شجاعی                                        |                                         | پژمان رحیمی زاده                   | کتاب نیستان                                      | ۱۳۸۸         | برگزیده      |
| ۱۳۸۹ | تصویر                    | دیگر در خانهٔ پسرک هفت صندلی بود                                                      | احمدرضا احمدی                                     |                                         | راشین خیریه                        | چشمه                                             | ۱۳۸۸         | برگزیده      |
| ۱۳۸۹ | تصویر                    | خرس غمگین                                                                            |                                                   |                                         | گائتان درمو                        | بصیرت، کتاب‌های ستاره کوچولو                      | ۱۳۸۹         | برگزیده      |
| ۱۳۸۹ | تصویر                    | شیر من                                                                               |                                                   |                                         | ماندانا سادات                      | بصیرت، کتاب‌های ستاره کوچولو                      | ۱۳۸۹         | برگزیده      |
| ۱۳۸۹ | تصویر                    | ادموند                                                                               |                                                   |                                         | ژولیت بینه                         | بصیرت، کتاب‌های ستاره کوچولو                      | ۱۳۸۹         | برگزیده      |
| ۱۳۸۹ | تصویر                    | دزد مرغ                                                                              |                                                   |                                         | بئاتریس رودریگس                    | بصیرت، کتاب‌های ستاره کوچولو                      | ۱۳۸۹         | برگزیده      |
| ۱۳۸۹ | داستان-ترجمه             | من، گرگ و شکلات                                                                      | دلفین پرت                                         | مرجان حجازی فر                          | دلفین پرت                          | امیرکبیر، کتاب‌های شکوفه                          | ۱۳۸۹         | برگزیده      |
| ۱۳۸۹ | داستان-ترجمه             | آقای گام در رندهٔ لامونیک بیبر                                                        | اندی استنتون                                      | رضی هیرمندی                             | دیوید تزیمن                        | کتاب چرخ فلک                                     | ۱۳۸۹         | برگزیده      |
| ۱۳۸۹ | داستان-ترجمه             | پدر و دختر                                                                           | میشائیل دودک دویت                                 | پریسا برازنده                           |                                    | مؤسسه فرهنگی منادی تربیت                         | ۱۳۸۹         | برگزیده      |
| ۱۳۸۹ | داستان-ترجمه             | دیدار با جن‌ها                                                                        | جانت تیلور لیسل                                   | نسرین وکیلی                             |                                    | چشمه، کتاب ونوشه                                 | ۱۳۸۸         | برگزیده      |
| ۱۳۸۹ | داستان-ترجمه             | اینجا مال من است                                                                     | ژروم رویی لیر                                     | بهمن رستم‌آبادی                          |                                    | کانون پرورش فکری کودکان و نوجوانان               | ۱۳۸۹         | برگزیده      |
| ۱۳۸۹ | کلیات                    | پستانداران ایران:گربه سانان                                                          | علی گلشن                                          |                                         |                                    | کانون پرورش فکری کودکان و نوجوانان               | ۱۳۸۹         | برگزیده      |
| ۱۳۸۹ | دانش اجتماعی             | با وجود تو                                                                           | باربارا هنیسی                                     | مریم رزاقی                              | هیروی ناکاتا                       | حوا                                              | ۱۳۸۸         | برگزیده      |
| ۱۳۸۹ | هنر، بازی و سرگرمی       | دوباره نگاه کن                                                                       | لینداسی فالکن                                     | روزبه تذهیبی                            |                                    | چاپ و نشر نظر، کتاب خروس                         | ۱۳۸۹         | برگزیده      |
| ۱۳۸۹ | هنر، بازی و سرگرمی       | نگاه کن! زیرکی در هنر؛ هنر برای همه                                                  | گیلیان ولف                                        | فاطمه کاوندی                            |                                    | چاپ و نشر نظر                                    | ۱۳۸۹         | برگزیده      |
| ۱۳۸۹ | زندگی‌نامه                | پیکاسو:یک روز در کارگاه هنری او                                                      | ورونیک آنتوان                                     | شادی جمشیدی                             |                                    | مرکز نشر صدا                                     | ۱۳۸۹         | برگزیده      |
| ۱۳۸۸ | داستان-تألیف             | غول و دوچرخه                                                                         | احمد اکبرپور                                      |                                         | راشین خیریه                        | افق، کتاب‌های فندق                                | ۱۳۸۷         | برگزیده      |
| ۱۳۸۸ | ادبیات کهن               | حکایت‌های شیرین چهار مقاله نظامی عروضی                                                |                                                   |                                         |                                    | پیدایش                                           | ۱۳۸۶         | برگزیده      |
| ۱۳۸۸ | تصویر                    | به ملخ نگاه کن                                                                       | مهدی معینی                                        |                                         | میترا عبداللهی                     | مدرسه                                            | ۱۳۸۷         | برگزیده      |
| ۱۳۸۸ | تصویر                    | نوروز                                                                                | اعظم محبوبی، فرمهر منجزی                          |                                         | مانلی منوچهری                      | دفتر پژوهش‌های فرهنگی، کتاب قلک                   | ۱۳۸۸         | برگزیده      |
| ۱۳۸۸ | تصویر                    | قصه‌های شیرین مغز دار                                                                 | علی اصغر سیدآبادی                                 |                                         | علیرضا گلدوزیان                    | افق                                              | ۱۳۸۸         | برگزیده      |
| ۱۳۸۸ | تصویر                    | قصه‌های تصویری                                                                        | شیرین شیخی، غلامرضا محمدرضایی                     |                                         | شیرین شیخی                         | نسل نو اندیش، من و کیمیا                         | ۱۳۸۷         | برگزیده      |
| ۱۳۸۸ | داستان-ترجمه             | کافکا و عروسک مسافر                                                                  | جوردی سیئرا ای فابرا                              | رامین مولایی                            | پپ مونتسررات                       | ایران بان، قطره                                  | ۱۳۸۸         | برگزیده      |
| ۱۳۸۸ | داستان-ترجمه             | هملت شاهزاده کوچک دانمارک                                                            | تورستن لترز                                       | ناصر حسینی مهر                          |                                    | نمایش                                            | ۱۳۸۸         | برگزیده      |
| ۱۳۸۸ | داستان-ترجمه             | یک داستان محشر                                                                       | فوئب لیگمن                                        | نسرین وکیلی، پدرام مهین پور             | فوئب لیگمن                         | مبتکران                                          | ۱۳۸۷         | برگزیده      |
| ۱۳۸۸ | داستان-ترجمه             | سفر باور نکردنی ادوارد                                                               | کیت دی کامیلو                                     | مهدی حجوانی                             | بگرام ایباتولین                    | قدیانی                                           | ۱۳۸۶         | برگزیده      |
| ۱۳۸۸ | داستان-ترجمه             | یک دقیقه صبر کن                                                                      | یوبی مورالز                                       | مینا پورشعبانی                          | یوبی مورالز                        | مبتکران                                          | ۱۳۸۸         | برگزیده      |
| ۱۳۸۸ | هنر، بازی و سرگرمی       | هنر                                                                                  | پاتریک مک دانل                                    | نیلوفر تیموریان                         |                                    | ایران بان                                        | ۱۳۸۷         | برگزیده      |
| ۱۳۸۷ | داستان-تألیف             | طبقه هفتم غربی                                                                       | جمشید خانیان                                      |                                         |                                    | افق                                              | ۱۳۸۷         | برگزیده      |
| ۱۳۸۷ | داستان-تألیف             | لالایی برای دختر مرده                                                                | حمیدرضا شاه‌آبادی                                  |                                         |                                    | افق                                              | ۱۳۸۷         | برگزیده      |
| ۱۳۸۷ | ادبیات کهن               | گرگ آوازه خوان                                                                       | عبدالصالح پاک                                     |                                         | عاطفه ملکی جو                      | کانون پرورش فکری کودکان ونوجوانان                | ۱۳۸۶         | برگزیده      |
| ۱۳۸۷ | ادبیات کهن               | راز                                                                                  | زهره پریرخ                                        |                                         | پژمان رحیمی زاده                   | کانون پرورش فکری کودکان ونوجوانان                | ۱۳۸۶         | برگزیده      |
| ۱۳۸۷ | ادبیات کهن               | طوطی و بازرگان                                                                       | آتوسا صالحی                                       |                                         | نیره تقوی                          | کانون پرورش فکری کودکان ونوجوانان                | ۱۳۸۶         | برگزیده      |
| ۱۳۸۷ | تصویر                    | دو دوست                                                                              | هدا حدادی                                         |                                         | هدا حدادی                          | شباویز                                           | ۱۳۸۶         | برگزیده      |
| ۱۳۸۷ | تصویر                    | به دنبال فلک                                                                         | منوچهر کریم زاده                                  | محمد سیم زاری                           | مهکامه شعبانی                      | کانون پرورش فکری کودکان ونوجوانان                | ۱۳۸۶         | برگزیده      |
| ۱۳۸۷ | تصویر                    | سلطان و آهو                                                                          |                                                   | ناصر وحدتی (برگردان)                    | پژمان رحیمی زاده                   | کانون پرورش فکری کودکان ونوجوانان                | ۱۳۸۶         | برگزیده      |
| ۱۳۸۷ | داستان-ترجمه             | چشم بهشتی                                                                            | دیوید آلموند                                      | نسرین وکیلی                             |                                    | آفرینگان                                         | ۱۳۸۷         | برگزیده      |
| ۱۳۸۷ | داستان-ترجمه             | موش مترو                                                                             | باربارا رید                                       | مریم واعظی                              | باربارا رید                        | صدا                                              | ۱۳۸۷         | برگزیده      |
| ۱۳۸۷ | فلسفه                    | چگونه دنیارا متحد کنیم                                                               | بریژیت لابه، میشل پوش                             | پروانه عروج نیا                         |                                    | آسمان خیال، نقد قلم                              | ۱۳۸۶         | برگزیده      |
| ۱۳۸۷ | فلسفه                    | دنیایی را تصور کن                                                                    | بریژیت لابه، میشل پوش                             | پروانه عروج نیا                         |                                    | آسمان خیال، نقد قلم                              | ۱۳۸۷         | برگزیده      |
| ۱۳۸۷ | دانش اجتماعی             | چرا من بابامو دوس دارم                                                               | دانیل هوارس                                       |                                         | دانیل هوارس                        | مرکز، کتاب مریم                                  | ۱۳۸۵         | برگزیده      |
| ۱۳۸۷ | هنر، بازی و سرگرمی       | پل نهم بسته‌بندی شد                                                                   | آماندا رنشاو                                      | مریم چهرگان                             |                                    | چاپ و نشر نظر                                    | ۱۳۸۷         | برگزیده      |
| ۱۳۸۷ | هنر، بازی و سرگرمی       | لطفاً به هنر دست بزنید                                                                | آماندا رنشاو                                      | فاطمه کاوندی                            |                                    | چاپ و نشر نظر                                    | ۱۳۸۷         | برگزیده      |
| ۱۳۸۷ | هنر، بازی و سرگرمی       | نگاه کن! زبان بدن در هنر                                                             | گیلیان ولف                                        | فاطمه کاوندی                            |                                    | چاپ و نشر نظر                                    | ۱۳۸۷         | برگزیده      |
| ۱۳۸۷ | هنر، بازی و سرگرمی       | نگاه کن! موشکافی در هنر                                                              | گیلیان ولف                                        | هادی تقوی                               |                                    | چاپ و نشر نظر                                    | ۱۳۸۷         | برگزیده      |
| ۱۳۸۷ | هنر، بازی و سرگرمی       | کتاب ریتم‌ها                                                                          | لنگستن هیوز                                       | مهدی غبرائی                             | مت واویورکا                        | تصنیف                                            | ۱۳۸۴         | برگزیده      |
| ۱۳۸۷ | شعر                      | پرنده گفت شاعرم                                                                      | افسانه شعبان نژاد                                 |                                         | پرستو احدی                         | کانون پرورش فکری کودکان و نوجوانان               | ۱۳۸۶         | برگزیده      |
| ۱۳۸۷ | شعر                      | دلم برای تو تنگ است                                                                  | آتوسا صالحی                                       |                                         | هدا حدادی                          | پیدایش                                           | ۱۳۸۶         | برگزیده      |
| ۱۳۸۶ | داستان-تألیف             | من هشتمین آن هفت نفرم                                                                | عرفان نظر آهاری                                   |                                         | سحر بردایی                         | صابرین                                           | ۱۳۸۶         | برگزیده      |
| ۱۳۸۶ | داستان-ترجمه             | من موش بودم                                                                          | فیلیپ پولمن                                       | شهره نورصالحی                           |                                    | پیدایش                                           | ۱۳۸۶         | برگزیده      |
| ۱۳۸۶ | داستان-ترجمه             | رمان‌های سه‌گانه چرخ گردون                                                             | جمیله گوین                                        | حسن ابراهیمی                            |                                    | قدیانی، کتاب‌های بنفشه                            | ۱۳۸۵         | برگزیده      |
| ۱۳۸۶ | داستان-ترجمه             | تصاویر هالیس وودز                                                                    | پاتریشیارایلی گیف                                 | شهلا انتظاریان                          |                                    | پیدایش                                           | ۱۳۸۶         | برگزیده      |
| ۱۳۸۶ | داستان-ترجمه             | پرنیان و پسرک                                                                        | لوئیس لوری                                        | کیوان عبیدی آشتیانی                     |                                    | افق                                              | ۱۳۸۶         | برگزیده      |
| ۱۳۸۶ | شعر                      | کاش حرف بزنی                                                                         | مصطفی رحماندوست                                   |                                         | کوروش پارسانژاد                    | کانون پرورش فکری کودکان و نوجوانان               | ۱۳۸۴         | برگزیده      |
| ۱۳۸۶ | شعر                      | بادکنک به شرط چاقو:مجموعه شعر سپید برای کودکان                                       | علی اصغر سیدآبادی                                 |                                         | هدا حدادی                          | افق، کتاب‌های فندق                                | ۱۳۸۶         | برگزیده      |
| ۱۳۸۶ | شعر                      | بزرگراه                                                                              | افسانه شعبان نژاد                                 | مهرداد تهرانیان راد                     | نازلی تحویلی                       | توکا                                             | ۱۳۸۶         | برگزیده      |
| ۱۳۸۶ | شعر                      | من پرنده، تو درخت:گزیده اشعار آلمانی                                                 | علی عبداللهی (گردآورنده)                          | علی عبداللهی                            |                                    | نگاه معاصر، کتاب روشنا                           | ۱۳۸۶         | برگزیده      |
| ۱۳۸۶ | مرجع                     | فوت کوزه‌گری:مثل‌های فارسی و داستان‌های آن                                              | مصطفی رحماندوست                                   |                                         |                                    | مدرسه                                            | ۱۳۸۶         | برگزیده      |
| ۱۳۸۶ | مرجع                     | باغبانی کنید                                                                         | ماری آن ون هیچ                                    | مریم پورثانی                            |                                    | پیدایش                                           | ۱۳۸۶         | برگزیده      |
| ۱۳۸۶ | دین                      | دلم می‌خواست همه چیز را دربارهٔ خدا بدانم                                              | ویرجینیا کرول                                     | آذر رضایی                               | دبرارید جنکیز                      | منادی تربیت                                      | ۱۳۸۴         | برگزیده      |
| ۱۳۸۶ | دین                      | جوانمرد نام دیگر تو                                                                  | عرفان نظر آهاری                                   |                                         | میثم موسوی                         | صابرین                                           | ۱۳۸۶         | برگزیده      |
| ۱۳۸۶ | دانش اجتماعی             | انقلاب باشکوه                                                                        | کلاریس سویشر                                      | مهدی حقیقت خواه                         |                                    | ققنوس                                            | ۱۳۸۶         | برگزیده      |
| ۱۳۸۶ | دانش اجتماعی             | ایران در آستانهٔ تغییر:از حمله افغان‌ها تا مشروطه                                      | علی اصغر سیدآبادی                                 |                                         | مهدی صادقی                         | افق                                              | ۱۳۸۶         | برگزیده      |
| ۱۳۸۶ | دانش اجتماعی             | انقلاب مشروطه:پایان دوره قاجار                                                       | حمیدرضا شاه‌آبادی                                  |                                         | مهدی صادقی                         | افق                                              | ۱۳۸۶         | برگزیده      |
| ۱۳۸۶ | دانش اجتماعی             | عصر استعمارگری                                                                       | دان ناردو                                         | مهدی حقیقت‌خواه                          |                                    | ققنوس                                            | ۱۳۸۶         | برگزیده      |
| ۱۳۸۶ | علوم                     | تو چطور رشد می‌کنی؟                                                                   | پاتریشیا پیرس                                     | مهری امیرزدگان                          | ادونیا ریدل                        | شباهنگ                                           | ۱۳۸۶         | برگزیده      |
| ۱۳۸۵ | داستان-تألیف             | همه آن قایق‌های کاغذی                                                                 | احمدرضا احمدی                                     |                                         | ابوالفضل همتی                      | کانون پرورش فکری کودکان و نوجوانان               | ۱۳۸۴         | برگزیده      |
| ۱۳۸۵ | داستان-تألیف             | رویاهای جنوبی                                                                        | احمد اکبرپور                                      |                                         | پرویز حیدر زاده                    | منادی تربیت                                      | ۱۳۸۴         | برگزیده      |
| ۱۳۸۵ | تصویر                    | روباه دم بریده                                                                       | جمال الدین اکرمی                                  |                                         | علی بوذری                          | شباویز                                           | ۱۳۸۵         | برگزیده      |
| ۱۳۸۵ | تصویر                    | زربال                                                                                | جمال الدین اکرمی                                  |                                         | فرشید شفیعی                        | شباویز                                           | ۱۳۸۴         | برگزیده      |
| ۱۳۸۵ | داستان-ترجمه             | شب بخیر ماه                                                                          | مارگارت وایز براون                                | نسرین وکیلی                             | کلمنت هارد                         | مبتکران، پیشروان                                 | ۱۳۸۵         | برگزیده      |
| ۱۳۸۵ | داستان-ترجمه             | به خاطر وین دیکسی                                                                    | کیت دی کامیلو                                     | ویدا لشگری                              |                                    | قطره                                             | ۱۳۸۴         | برگزیده      |
| ۱۳۸۵ | داستان-ترجمه             | آنا کوچولو از آن بالا چه دید؟                                                        | اینگر ساندبری                                     | فروغ جمالی                              | لاسه ساندبری                       | پیک ادبیات                                       | ۱۳۸۴         | برگزیده      |
| ۱۳۸۵ | داستان-ترجمه             | آنا کوچولو کمک                                                                       | اینگر ساندبری                                     | فروغ جمالی                              | لاسه ساندبری                       | پیک ادبیات                                       | ۱۳۸۴         | برگزیده      |
| ۱۳۸۵ | داستان-ترجمه             | آنا کوچولو و کلاه جادو                                                               | اینگر ساندبری                                     | فروغ جمالی                              | لاسه ساندبری                       | پیک ادبیات                                       | ۱۳۸۴         | برگزیده      |
| ۱۳۸۵ | داستان-ترجمه             | وقتی آنا کوچولو سرما خورده بود                                                       | اینگر ساندبری                                     | فروغ جمالی                              | لاسه ساندبری                       | پیک ادبیات                                       | ۱۳۸۴         | برگزیده      |
| ۱۳۸۵ | داستان-ترجمه             | یک چیز دیگر                                                                          | کاترین کیو                                        | نسرین وکیلی                             | کریس ریدل                          | مبتکران، پیشروان                                 | ۱۳۸۵         | برگزیده      |
| ۱۳۸۵ | داستان-ترجمه             | رازهای مانولیتو                                                                      | الویرا لیندو                                      | فرزانه مهری                             | امیلیوا و ربه رواگا                | آفرینگان                                         | ۱۳۸۴         | برگزیده      |
| ۱۳۸۵ | داستان-ترجمه             | مانولیتو                                                                             | الویرا لیندو                                      | فرزانه مهری                             | امیلیوا و ربه رواگا                | آفرینگان                                         | ۱۳۸۴         | برگزیده      |
| ۱۳۸۵ | داستان-ترجمه             | هیچ‌کس                                                                                | هان نولن                                          | محمود مزینانی                           |                                    | منادی تربیت                                      | ۱۳۸۴         | برگزیده      |
| ۱۳۸۵ | داستان-ترجمه             | گل‌های ختمی بر دیوار                                                                  | مارتین ودل                                        | نسرین وکیلی، پدرام میهن پور             | سالی میور                          | مبتکران                                          | ۱۳۸۵         | برگزیده      |
| ۱۳۸۵ | کلیات (مرجع)             | فرهنگنامه کودکان و نوجوانان                                                          | زیر نظر توران میرهادی                             |                                         |                                    | شرکت تهیه و نشر فرهنگنامه کودکان و نوجوانان      | ۱۳۸۵         | برگزیده      |
| ۱۳۸۵ | کلیات (مرجع)             | فرهنگنامه نوجوان: کلید دانش                                                          |                                                   | جواد آزمون و …                          |                                    | طلایی، پیام عدالت                                | ۱۳۸۵         | برگزیده      |
| ۱۳۸۵ | کلیات (مرجع)             | مجموعه مصور تاریخی خلیج فارس                                                         | زیر نظر محمد رضا سحاب با همکاری علی اکبر محمودیان |                                         |                                    | کانون پرورش فکری کودکان و نوجوانان               | ۱۳۸۵         | برگزیده      |
| ۱۳۸۵ | علوم تجربی               | غول مهربان صحرا (دنیای کاکتوسی به نام ساکارو)                                        | باربارا باش                                       | نسرین وکیلی، پارسا میهن پور             | باربارا باش                        | مبتکران، پیشروان                                 | ۱۳۸۵         | برگزیده      |
| ۱۳۸۵ | علوم تجربی               | فناوری حیات وحش                                                                      | فیل گیتس                                          | مجید عمیق                               |                                    | کانون پرورش فکری کودکان و نوجوانان               | ۱۳۸۴         | برگزیده      |
| ۱۳۸۵ | نقد                      | از این باغ شرقی (نظریه‌های نقد شعر کودک و نوجوان)                                     | پروین سلاجقه                                      |                                         |                                    | کانون پرورش فکری کودکان و نوجوانان               | ۱۳۸۵         | برگزیده      |
| ۱۳۸۵ | نرم‌افزار الکترونیک       | پیک آفتاب                                                                            | زیر نظر ژاله مساعد                                |                                         |                                    | نشر گلمهر                                        |              | برگزیده      |
| ۱۳۸۴ | داستان-تألیف             | راز کوه پرنده:پارسیان و من                                                           | آرمان آرین                                        |                                         |                                    | موج                                              | ۱۳۸۳         | برگزیده      |
| ۱۳۸۴ | داستان-تألیف             | ابراهیم                                                                              | مصطفی رحماندوست                                   |                                         | حافظ میرآفتابی                     | شباویز                                           | ۱۳۸۳         | برگزیده      |
| ۱۳۸۴ | داستان-تألیف             | شما که غریبه نیستید                                                                  | هوشنگ مرادی کرمانی                                |                                         |                                    | معین                                             | ۱۳۸۴         | برگزیده      |
| ۱۳۸۴ | داستان-ترجمه             | خروس جنگی                                                                            | جری اسپینلی                                       | پروین علی پور                           |                                    | افق                                              | ۱۳۸۳         | برگزیده      |
| ۱۳۸۴ | داستان-ترجمه             | هدیه خوبان                                                                           | جف برامبو                                         | فریدون فریاد                            | گیل دو مارکن                       | کانون پرورش فکری کودکان و نوجوانان               | ۱۳۸۳         | برگزیده      |
| ۱۳۸۴ | داستان-ترجمه             | ای آلفونس ابری ناقلا                                                                 | گونیلا بری ستروم                                  | ساسان وکیل                              | گونیلا بری ستروم                   | مرکز نشر صدا                                     | ۱۳۸۳         | برگزیده      |
| ۱۳۸۴ | داستان-ترجمه             | المر فیل رنگارنگ                                                                     | دیوید مک کی                                       | کیانوش مصباح                            | دیوید مک کی                        | امیر کبیر، شکوفه                                 | ۱۳۸۴         | برگزیده      |
| ۱۳۸۴ | داستان-ترجمه             | آن روی حقیقت                                                                         | بورلی نایدو                                       | ملیحه محمدی                             |                                    | چشمه، کتاب ونوشه                                 | ۱۳۸۳         | برگزیده      |
| ۱۳۸۴ | کلیات (مرجع)             | فرهنگ دانش آموز سخن                                                                  | حسن انوری                                         |                                         |                                    | سخن                                              | ۱۳۸۴         | برگزیده      |
| ۱۳۸۴ | کلیات (مرجع)             | نخستین اطلس جانوران                                                                  | لیندا گملین، دیوید برنی                           | حسین الوندی                             |                                    | قدیانی، کتاب‌های بنفشه                            | ۱۳۸۴         | برگزیده      |
| ۱۳۸۴ | کلیات (مرجع)             | دائرةالمعارف حیوانات                                                                 | فیلیپ ویت فیلد                                    | علی فاطمیان                             |                                    | وزارت فرهنگ و ارشاداسلامی، سازمان چاپ و انتشارات | ۱۳۸۴         | برگزیده      |
| ۱۳۸۴ | هنر، بازی و سرگرمی       | دنیای شگفت‌انگیز کاغذ                                                                 | رامین رازانی                                      | موگه رازانی، افسون امینی                |                                    | کانون پرورش فکری کودکان و نوجوانان               | ۱۳۸۴         | برگزیده      |
| ۱۳۸۴ | هنر، بازی و سرگرمی       | بخوان با من، بساز با من                                                              | سودابه سالم                                       |                                         | علی مفاخری                         | سوره مهر                                         | ۱۳۸۴         | برگزیده      |
| ۱۳۸۴ | هنر، بازی و سرگرمی       | کتاب چهره سازی                                                                       | موزمن مسنجر                                       | زهرا بنی‌اسدی                            |                                    | دوایر                                            | ۱۳۸۴         | برگزیده      |
| ۱۳۸۴ | زندگینامه                | پدربزرگ من بازرگان                                                                   | نازنین بنی‌اسدی                                    |                                         |                                    | کویر، بنیادفرهنگی مهندس مهدی بازرگان             | ۱۳۸۴         | برگزیده      |
| ۱۳۸۴ | نقد                      | معصومیت و تجربه: درآمدی بر فلسفه ادبیات کودک                                         | مرتضی خسرونژاد                                    |                                         |                                    | مرکز                                             | ۱۳۸۲         | برگزیده      |
| ۱۳۸۳ | داستان-تألیف             | شب به خیر فرمانده                                                                    | احمد اکبرپور                                      |                                         | مرتضی زاهدی                        | یونیسف، واحد انتشارات                            | ۱۳۸۳         | برگزیده      |
| ۱۳۸۳ | داستان-تألیف             | سبزه ای در درون من                                                                   | رایکا بامداد                                      |                                         | مرجان وفائیان                      | یونیسف، واحد انتشارات                            | ۱۳۸۳         | برگزیده      |
| ۱۳۸۳ | داستان-تألیف             | اسم من مانیا است                                                                     | عذرا جوزدانی                                      |                                         | نازلی تحویلی                       | حوض نقره                                         | ۱۳۸۳         | برگزیده      |
| ۱۳۸۳ | داستان-تألیف             | شبی که جرواسک نخواند                                                                 | جمشید خانیان                                      |                                         |                                    | کانون پرورش فکری کودکان و نوجوانان               | ۱۳۸۲         | برگزیده      |
| ۱۳۸۳ | داستان-تألیف             | آدم اینجوری                                                                          | محمد رفیع ضیایی                                   |                                         | محمد رفیع ضیایی                    | کتاب چرخ فلک                                     | ۱۳۸۲         | برگزیده      |
| ۱۳۸۳ | داستان-تألیف             | وقتی مینا از خواب بیدار شد                                                           | مدیا کاشیگر                                       |                                         |                                    | قصه                                              | ۱۳۸۲         | برگزیده      |
| ۱۳۸۳ | داستان-تألیف             | هزار و یک سال                                                                        | شهریار مندنی‌پور (روایتگر)                         |                                         | ناهید کاظمی                        | آفرینگان                                         | ۱۳۸۲         | برگزیده      |
| ۱۳۸۳ | تصویر                    | اسم من مانیا است                                                                     | عذرا جوزدانی                                      |                                         | نازلی تحویلی                       | حوض نقره                                         | ۱۳۸۳         | برگزیده      |
| ۱۳۸۳ | تصویر                    | صیادان ماه                                                                           | محمدرضا شمس                                       |                                         | امین حسن‌زاده                       | شباویز                                           | ۱۳۸۳         | برگزیده      |
| ۱۳۸۳ | تصویر                    | راز پرواز                                                                            | مرجان کشاورزی آزاد                                |                                         | راشین خیریه                        | شباویز                                           | ۱۳۸۳         | برگزیده      |
| ۱۳۸۳ | تصویر                    | شب به خیر فرمانده                                                                    | احمد اکبرپور                                      |                                         | مرتضی زاهدی                        | یونیسف، واحد انتشارات                            | ۱۳۸۳         | برگزیده      |
| ۱۳۸۳ | تصویر                    | پیر چنگی                                                                             | فریده خلعت بری                                    |                                         | فرشید شفیعی                        | شباویز                                           | ۱۳۸۳         | برگزیده      |
| ۱۳۸۳ | تصویر                    | قطار بازی                                                                            | سرور کتبی                                         |                                         | علی مفاخری                         | شباویز                                           | ۱۳۸۳         | برگزیده      |
| ۱۳۸۳ | داستان-ترجمه             | طبل باران                                                                            | رولاند اسمیت                                      | هومن اعرابی                             |                                    | آتش                                              | ۱۳۷۷         | برگزیده      |
| ۱۳۸۳ | داستان-ترجمه             | پلی به سوی ترابیتیا                                                                  | کاترین پاترسون                                    | نسرین وکیلی                             | دونا دیاموند                       | دستان                                            | ۱۳۸۳         | برگزیده      |
| ۱۳۸۳ | داستان-ترجمه             | ماهی                                                                                 | لورا ماتیوز                                       | حسین ابراهیمی                           |                                    | افق                                              | ۱۳۸۳         | برگزیده      |
| ۱۳۸۳ | داستان-ترجمه             | مترسک عاشق                                                                           | گوییدو ویسکانتی                                   | نیلوفر تیموریان                         | جوانا ازلاما                       | ایران بان                                        | ۱۳۸۲         | برگزیده      |
| ۱۳۸۳ | داستان-ترجمه             | هنریتا و تخم مرغ‌های طلایی                                                            | هانا یوهانسن                                      | مریم واعظی                              | کتی بند                            | کتاب چرخ فلک                                     | ۱۳۸۳         | برگزیده      |
| ۱۳۸۳ | شعر                      | گردشی در باغ کودکان:۱۰۶طرح از کودکان                                                 | هانیبال الخاص                                     |                                         |                                    | آذر بهشت                                         | ۱۳۸۲         | برگزیده      |
| ۱۳۸۳ | کلیات (مرجع)             | نخستین فرهنگنامه من                                                                  | علی بشر دانش (گردآورنده)                          | علی بشر دانش                            |                                    | قدیانی، کتاب‌های بنفشه                            | ۱۳۸۳         | برگزیده      |
| ۱۳۸۳ | کلیات (مرجع)             | نخستین اطلس پرچم من                                                                  | علی بشر دانش (گردآورنده)                          | علی بشر دانش                            |                                    | قدیانی، کتاب‌های بنفشه                            | ۱۳۸۳         | برگزیده      |
| ۱۳۸۳ | کلیات (مرجع)             | نخستین اطلس جغرافیای من                                                              | علی بشر دانش (گردآورنده)                          | علی بشر دانش                            |                                    | قدیانی، کتاب‌های بنفشه                            | ۱۳۸۳         | برگزیده      |
| ۱۳۸۳ | علوم تجربی               | زمان و فضای عمو آلبرت                                                                | راسل استنرد                                       | کاتارینا ورزی                           |                                    | شرکت انتشارات علمی و فرهنگی                      | ۱۳۸۳         | برگزیده      |
| ۱۳۸۳ | علوم تجربی               | عمو آلبرت در جستجوی کوانتوم                                                          | راسل استنرد                                       | کاتارینا ورزی                           | جان لورز                           | شرکت انتشارات علمی و فرهنگی                      | ۱۳۸۳         | برگزیده      |
| ۱۳۸۳ | علوم تجربی               | عمو آلبرت و سیاه چاله                                                                | راسل استنرد                                       | کاتارینا ورزی                           |                                    | شرکت انتشارات علمی و فرهنگی                      | ۱۳۸۳         | برگزیده      |
| ۱۳۸۳ | علوم تجربی               | عدد شیطان:یک ماجراجویی ریاضی                                                         | هانس ماگنوس انزنبرگر                              | شهناز صاعلی                             |                                    | مدرسه                                            | ۱۳۸۳         | برگزیده      |
| ۱۳۸۳ | علوم تجربی               | ساعتی با قارچ‌ها                                                                      | تهمینه میرهاشمیان                                 |                                         | شیوا ضیایی، مجتبی احمدی            | مدرسه                                            | ۱۳۸۳         | برگزیده      |
| ۱۳۸۳ | زندگینامه                | سال من                                                                               | رولد دال                                          | میرعلی غروی                             | کوئنتین بلیک                       | مرکز، کتاب مریم                                  | ۱۳۸۳         | برگزیده      |
| ۱۳۸۳ | نقد                      | مجموعه نقدهای منتشر شده ایشان در مطبوعات ادبیات کودک                                 | زری نعیمی                                         |                                         |                                    |                                                  |              | برگزیده      |
| ۱۳۸۲ | داستان-تألیف             | امپراتور کلمات                                                                       | احمد اکبرپور                                      |                                         |                                    | پیدایش                                           | ۱۳۸۱         | برگزیده      |
| ۱۳۸۲ | داستان-تألیف             | روز ابری من                                                                          | هدا حدادی                                         |                                         | هدا حدادی                          | شباویز                                           | ۱۳۸۲         | برگزیده      |
| ۱۳۸۲ | داستان-تألیف             | فرشید                                                                                | مهدخت کشکولی                                      |                                         | فرشید رفیعی                        | شباویز                                           | ۱۳۸۲         | برگزیده      |
| ۱۳۸۲ | داستان-تألیف             | نه تر، نه خشک                                                                        | هوشنگ مرادی کرمانی                                |                                         |                                    | معین                                             | ۱۳۸۲         | برگزیده      |
| ۱۳۸۲ | داستان-تألیف             | حکایت نامه                                                                           | حسین معلم                                         |                                         | بهرام خائف/کوروش پارسانژاد         | کانون پرورش فکری کودکان و نوجوانان               | ۱۳۸۲         | برگزیده      |
| ۱۳۸۲ | داستان-تألیف             | گواتی                                                                                | محمدرضا یوسفی                                     |                                         |                                    | شعله اندیشه                                      | ۱۳۸۲         | برگزیده      |
| ۱۳۸۲ | داستان-تألیف             | نقاشی                                                                                | محمدرضا یوسفی                                     |                                         | اکبر نیکان‌پور                      | شباویز                                           | ۱۳۸۲         | برگزیده      |
| ۱۳۸۲ | تصویر                    | ایوب                                                                                 | مصطفی رحماندوست                                   |                                         | حافظ میرآفتابی                     | شباویز                                           | ۱۳۸۲         | برگزیده      |
| ۱۳۸۲ | تصویر                    | ببین، ببین، اینطوری                                                                  | کامبیز کاکاوند                                    |                                         | مرتضی زاهدی                        | شباویز                                           | ۱۳۸۲         | برگزیده      |
| ۱۳۸۲ | تصویر                    | اتوبوس قرمز                                                                          | سرور کتبی                                         |                                         | راشین خیریه                        | مدرسه                                            | ۱۳۸۲         | برگزیده      |
| ۱۳۸۲ | تصویر                    | غیر از خدا هیچ‌کس تنها نبود                                                           | مرجان کشاورزی آزاد                                |                                         | فرشید شفیعی                        | شباویز                                           | ۱۳۸۲         | برگزیده      |
| ۱۳۸۲ | تصویر                    | فرشید                                                                                | مهدخت کشکولی                                      |                                         | فرشید شفیعی                        | شباویز                                           | ۱۳۸۲         | برگزیده      |
| ۱۳۸۲ | داستان-ترجمه             | صلیب سربی                                                                            | ایوی                                              | حسن ابراهیمی                            |                                    | افق                                              | ۱۳۸۲         | برگزیده      |
| ۱۳۸۲ | داستان-ترجمه             | بالای هر کوه خدایی ایستاده‌است: افسانه‌های کوه‌های مقدس سرخپوستان آمریکا                | بایرد بیلر                                        | تبسم آتشین جان                          | لئونارداف چانا                     | حوض نقره                                         | ۱۳۸۲         | برگزیده      |
| ۱۳۸۲ | داستان-ترجمه             | دزد لعنتی                                                                            | ورنر رایت                                         | ملیحه محمدی                             |                                    | عمران                                            | ۱۳۸۲         | برگزیده      |
| ۱۳۸۲ | داستان-ترجمه             | پشمالو                                                                               | مارتا کوچی                                        | هدیه شریفی                              |                                    | دوایر                                            | ۱۳۸۲         | برگزیده      |
| ۱۳۸۲ | داستان-ترجمه             | دریاچه آخر دنیا:رمان برای نوجوانان                                                   | کارولین مک‌دونالد                                  | پروین جلوه نژاد                         |                                    | محراب قلم                                        | ۱۳۸۲         | برگزیده      |
| ۱۳۸۲ | داستان-ترجمه             | اردک کشاورز                                                                          | مارتین وادل                                       | شیدا رنجبر                              | هلن اکسنبری                        | کانون پرورش فکری کودکان و نوجوانان               | ۱۳۸۲         | برگزیده      |
| ۱۳۸۲ | دین                      | دعاهای زمینی پدربزرگ                                                                 | داگلاس وود                                        | حسن ابراهیمی                            | پی.جی. لینچ                        | کانون پرورش فکری کودکان و نوجوانان               | ۱۳۸۲         | برگزیده      |
| ۱۳۸۲ | دانش اجتماعی             | مأموریت نجات کره زمین:دستورکار۲۱ویرایش کودکان                                        | سازمان بین‌المللی کودکان                           | محسن سلیمانی، لیلا شمس‌زاده، لیلا رستگار |                                    | نقش سیمرغ-جبهه سبز ایران                         | ۱۳۸۲         | برگزیده      |
| ۱۳۸۲ | دانش اجتماعی             | زندگی یعنی چه؟                                                                       | برادلی ترور گریو                                  | محمدرضا جعفری                           |                                    | ابتکار نو                                        | ۱۳۸۲         | برگزیده      |
| ۱۳۸۲ | دانش اجتماعی             | جادوگر دهکده سبز:یک داستان زیست‌محیطی                                                 | دان مدن                                           | هایده کروبی                             |                                    | شرکت انتشارات فنی ایران                          | ۱۳۸۱         | برگزیده      |
| ۱۳۸۲ | علوم تجربی               | خانه جانوران                                                                         | باربارا تیلور                                     | امیرحسین بنکدار                         | اندی کرافورد، جئوف براتیلینگ       | کانون پرورش فکری کودکان و نوجوانان               | ۱۳۸۲         | برگزیده      |
| ۱۳۸۲ | هنر، بازی و سرگرمی       | حیوانات                                                                              | ا. دی کولمن                                       | اسماعیل عباسی                           |                                    | کانون پرورش فکری کودکان و نوجوانان               | ۱۳۸۱         | برگزیده      |
| ۱۳۸۲ | هنر، بازی و سرگرمی       | مردم                                                                                 | ژاک لو                                            | اسماعیل عباسی                           |                                    | کانون پرورش فکری کودکان و نوجوانان               | ۱۳۸۱         | برگزیده      |
| ۱۳۸۲ | هنر، بازی و سرگرمی       | دکمه‌ها                                                                               | ابوالفضل همتی                                     |                                         | اسماعیل عباسی/علی خوش فرجام        | کانون پرورش فکری کودکان و نوجوانان               | ۱۳۸۲         | برگزیده      |
| ۱۳۸۲ | کلیات (مرجع)             | فرهنگ معاصر مدرسه انگلیسی-فارسی                                                      | نرگس انتخابی                                      |                                         |                                    | فرهنگ معاصر                                      | ۱۳۸۲         | برگزیده      |
| ۱۳۸۲ | نقد آثار                 | برای مجموعه نقدهای منتشر شده ایشان در مطبوعات ادبیات کودک مانند کتاب ماه و پژوهشنامه | مهدی یوسفی                                        |                                         |                                    |                                                  |              | برگزیده      |
| ۱۳۸۱ | داستان-تألیف             | اسب و سیب و بهار                                                                     | احمدرضا احمدی                                     |                                         | کریم نصر                           | ماه ریز                                          | ۱۳۸۰         | برگزیده      |
| ۱۳۸۱ | داستان-تألیف             | قصهٔ هامون و دریا                                                                     | عباس جهانگیریان                                   |                                         |                                    | تضمین دانش                                       | ۱۳۸۱         | برگزیده      |
| ۱۳۸۱ | داستان-تألیف             | پادشاه کوتوله و چهل دردسر ساز                                                        | مهدی میر کیایی                                    |                                         | علی مفاخری                         | محراب قلم                                        | ۱۳۸۱         | برگزیده      |
| ۱۳۸۱ | داستان-تألیف             | دختری به نام پریا                                                                    | عبدالمجید نجفی                                    |                                         |                                    | شرکت به نشر                                      | ۱۳۸۱         | برگزیده      |
| ۱۳۸۱ | تصویر                    | اسب و سیب و بهار                                                                     | احمدرضا احمدی                                     |                                         | کریم نصر                           | ماه ریز                                          | ۱۳۸۰         | برگزیده      |
| ۱۳۸۱ | تصویر                    | شهرزاد و بچه‌های قصه گو                                                               | فرشید شفیعی                                       |                                         |                                    | شباویز                                           | ۱۳۸۱         | برگزیده      |
| ۱۳۸۱ | داستان-ترجمه             | اسکلیگ                                                                               | دیوید آلموند                                      | مژگان منصوری                            |                                    | خلوص                                             | ۱۳۸۰         | برگزیده      |
| ۱۳۸۱ | داستان-ترجمه             | اسکلیگ و بچه‌ها                                                                       | دیوید آلموند                                      | نسرین وکیلی                             |                                    | آفرینگان                                         | ۱۳۸۱         | برگزیده      |
| ۱۳۸۱ | داستان-ترجمه             | شیاطین فضا                                                                           | گیلیان روبینستاین                                 | محبوبه نجف‌خانی                          |                                    | چشمه                                             | ۱۳۸۱         | برگزیده      |
| ۱۳۸۱ | داستان-ترجمه             | رباه قرمز، سلام!                                                                     | اریک کارل                                         | افسانه شعبان نژاد                       | اریک کارل                          | کانون پرورش فکری کودکان و نوجوانان               | ۱۳۸۱         | برگزیده      |
| ۱۳۸۱ | داستان-ترجمه             | دستیار ماما                                                                          | کارن کشمن                                         | مریم واعظی؛ نسرین وکیلی                 |                                    | گلبان                                            | ۱۳۸۱         | برگزیده      |
| ۱۳۸۱ | داستان-ترجمه             | سیندرلای ایرانی                                                                      | شرلی کلیمو                                        | زهره حسین زادگان                        | رابرت فلورچاک                      | آفرینگان                                         | ۱۳۸۰         | برگزیده      |
| ۱۳۸۱ | داستان-ترجمه             | سیندرلای کره ای                                                                      | شرلی کلیمو                                        | زهره حسین زادگان                        | رابرت فلورچاک                      | آفرینگان                                         | ۱۳۸۱         | برگزیده      |
| ۱۳۸۱ | داستان-ترجمه             | سیندرلای مصری                                                                        | شرلی کلیمو                                        | زهره حسین زادگان                        | رابرت فلورچاک                      | آفرینگان                                         | ۱۳۸۰         | برگزیده      |
| ۱۳۸۱ | داستان-ترجمه             | رونیا دخترک یک راهزن                                                                 | آسترید لیندگرن                                    | نسرین وکیلی                             | ایلون ویکلند                       | چشمه                                             | ۱۳۸۱         | برگزیده      |
| ۱۳۸۱ | داستان-ترجمه             | سیندرلای روسی:واسیلیسای زیبا                                                         | الیزابت وینتروپ                                   | نسرین وکیلی                             | الکساندر کوشکین                    | آفرینگان                                         | ۱۳۸۱         | برگزیده      |
| ۱۳۸۱ | داستان-ترجمه             | دایناسور من و باورهایش                                                               | هانا یوهانسن                                      | شهره نورصالحی                           | هانا یوهانسن                       | چشمه                                             | ۱۳۸۰         | برگزیده      |
| ۱۳۸۱ | دین                      | بزرگترین نام روی زمین                                                                | جوئل آندرسن                                       | مهدی شجاعی                              | کریستی کارتر؛ جوئل آندرسن          | کتاب نیستان                                      | ۱۳۸۰         | برگزیده      |
| ۱۳۸۱ | دین                      | خدا مرا می‌شناسد                                                                      | جوئل آندرسن                                       | مهدی شجاعی                              | کریستی کارتر؛ جوئل آندرسن          | کتاب نیستان                                      | ۱۳۸۰         | برگزیده      |
| ۱۳۸۱ | دین                      | خداوند شبان من است                                                                   | جوئل آندرسن                                       | مهدی شجاعی                              | کریستی کارتر؛ جوئل آندرسن          | کتاب نیستان                                      | ۱۳۸۰         | برگزیده      |
| ۱۳۸۱ | دانش اجتماعی             | روسیه تزاری                                                                          | جیمز استریکلر                                     | مهدی حقیقت خواه                         |                                    | ققنوس                                            | ۱۳۸۱         | برگزیده      |
| ۱۳۸۱ | دانش اجتماعی             | مصر باستان                                                                           | برندا اسمیت                                       | آزیتا یاسائی                            |                                    | ققنوس                                            | ۱۳۸۰         | برگزیده      |
| ۱۳۸۱ | دانش اجتماعی             | اصلاحات                                                                              | سارا فلاورز                                       | رضا یاسائی                              |                                    | ققنوس                                            | ۱۳۸۱         | برگزیده      |
| ۱۳۸۱ | دانش اجتماعی             | انقلاب صنعتی                                                                         | جیمز کاریک                                        | مهدی حقیقت‌خواه                          |                                    | ققنوس                                            | ۱۳۸۱         | برگزیده      |
| ۱۳۸۱ | دانش اجتماعی             | رنسانس                                                                               | جیمز کاریک                                        | آزیتا یاسائی                            |                                    | ققنوس                                            | ۱۳۸۰         | برگزیده      |
| ۱۳۸۱ | دانش اجتماعی             | قرون وسطای اولیه                                                                     | جیمز کاریک                                        | مهدی حقیقت خواه                         |                                    | ققنوس                                            | ۱۳۸۰         | برگزیده      |
| ۱۳۸۱ | دانش اجتماعی             | مامان جون برای همه چی ازت متشکرم                                                     | گریوع برادلی ترور                                 | عبدالرحیم جعفری                         |                                    | ابتکار نو                                        | ۱۳۸۰         | برگزیده      |
| ۱۳۸۱ | دانش اجتماعی             | امپراتوری آشور                                                                       | دان ناردو                                         | مهدی حقیقت خواه                         |                                    | ققنوس                                            | ۱۳۸۱         | برگزیده      |
| ۱۳۸۱ | دانش اجتماعی             | امپراتوری ایران                                                                      | دان ناردو                                         | مرتضی ثاقب فر                           |                                    | ققنوس                                            | ۱۳۷۹         | برگزیده      |
| ۱۳۸۱ | دانش اجتماعی             | امپراتوری مغول                                                                       | دان ناردو                                         | نادر میر سعیدی                          |                                    | ققنوس                                            | ۱۳۸۰         | برگزیده      |
| ۱۳۸۱ | علوم تجربی               | و این یک راز است                                                                     | جانل کانن                                         | محسن چینی‌فروشان                         |                                    | کتاب نیستان                                      | ۱۳۸۰         | برگزیده      |
| ۱۳۸۱ | علوم تجربی               | باغ وحش روباتی: راهنمای مکانیکی طرز کار بدن جانوران                                  | جان کلی، فیلیپ ویتفیلد، اُبین                      | محمود سالک                              |                                    | مدرسه                                            | ۱۳۷۹         | برگزیده      |
| ۱۳۸۱ | علوم تجربی               | باغبانان کوچک دنیا                                                                   | موریل ویژیه                                       | مهناز عسگری                             | ویرژینی فره شوره، فرانسوا مارتن    | دفتر پژوهش‌های فرهنگی                             | ۱۳۸۱         | برگزیده      |
| ۱۳۸۱ | هنر، بازی و سرگرمی       | کاج‌ها و بلوط‌ها                                                                       | علیرضا خادم                                       |                                         |                                    | کانون پرورش فکری کودکان و نوجوانان               | ۱۳۸۱         | برگزیده      |
| ۱۳۸۱ | هنر، بازی و سرگرمی       | مجسمه‌های کاغذی                                                                       | فرشید مثقالی به کوشش نادر طبسیان، ساعد مشکی       |                                         |                                    | ماه ریز                                          | ۱۳۷۸         | برگزیده      |
| ۱۳۸۱ | زندگینامه                | زندگینامه یک دختر c.p[سی.پی]                                                         | فرخنده بی‌طرف                                      |                                         |                                    | ایران جام                                        | ۱۳۸۰         | برگزیده      |
| ۱۳۸۱ | نشریات                   | هفته نامه دوچرخه                                                                     | فریدون عموزاده (سردبیر)                           |                                         |                                    | ضمیمه هفتگی روزنامه همشهری                       | ۱۳۸۲         | برگزیده      |
| ۱۳۸۱ | نشریات                   | هفته نامه دوست خردسالان                                                              |                                                   |                                         |                                    | مؤسسه تنظیم و نشر آثار امام (ره)                 | ۱۳۸۲         | برگزیده      |
| ۱۳۸۰ | داستان-تألیف             | دیوانه و چاه                                                                         | محمدرضا شمس                                       |                                         | پژمان رحیم زاده                    | حنانه                                            | ۱۳۸۰         | برگزیده      |
| ۱۳۸۰ | داستان-تألیف             | لبخند نیلوفر                                                                         | اکرم قاسم پور                                     |                                         | نسیم آزادی                         | شباویز                                           | ۱۳۸۰         | برگزیده      |
| ۱۳۸۰ | داستان-تألیف             | دوچرخه سبز                                                                           | محمدرضا یوسفی                                     |                                         |                                    | شرکت به نشر، کتاب‌های پروانه                      | ۱۳۸۰         | برگزیده      |
| ۱۳۸۰ | داستان-ترجمه             | عروسک پدر                                                                            | پاتریشیا کالورت                                   | شقایق قندهاری                           |                                    |                                                  | ۱۳۸۰         | برگزیده      |
| ۱۳۸۰ | داستان-ترجمه             | افسانه‌های سرخپوستان آمریکا                                                           | ویلیام تروبریج لرند                               | سروناز صفوی                             |                                    | هرمس، کیمیا، مرکز بین‌المللی گفتگوی تمدن‌ها        | ۱۳۸۰         | برگزیده      |
| ۱۳۸۰ | داستان-ترجمه             | صدو یک راه برای ذله کردن پدرو مادرها                                                 | لی واردلاو                                        | بهزاد یزدانی؛ کامران فلاح               |                                    | هرمس، کیمیا                                      | ۱۳۸۰         | برگزیده      |
| ۱۳۸۰ | دین                      | پرنده روح                                                                            | میکال اسنانیت                                     | اکرم حسن                                | نعامه گلمب                         | مرکز                                             | ۱۳۷۴         | برگزیده      |
| ۱۳۸۰ | دانش اجتماعی             | درختی که زمستان را از سر گذراند                                                      | مری فهی                                           | دل‌آرا مهربان                            | امیل آنتوپوجی                      | ماهی                                             | ۱۳۸۰         | برگزیده      |
| ۱۳۸۰ | هنر، بازی و سرگرمی       | چیستان:شامل چیستان، معما و سرگرمی                                                    | محمد یونس رادفر (گردآورند)                        |                                         |                                    | انجام کتاب                                       | ۱۳۸۰         | برگزیده      |
| ۱۳۸۰ | هنر، بازی و سرگرمی       | رنگ، بازی؛ بازی رنگ                                                                  | سعید رضایی                                        |                                         | منیژه ونکی                         | کانون پرورش فکری کودکان و نوجوانان               | ۱۳۸۰         | برگزیده      |
| ۱۳۷۹ | داستان-تألیف             | دنیای رنگین کمان                                                                     | بهرام خائف                                        |                                         | بهرام خائف                         | کانون پرورش فکری کودکان و نوجوانان               | ۱۳۷۹         | برگزیده      |
| ۱۳۷۹ | داستان-ترجمه             | شهربانو                                                                              | سوزان فیشر استیپلز                                | سوسن ضیاء                               |                                    | چشمه، کتاب ونوشه                                 | ۱۳۷۹         | برگزیده      |
| ۱۳۷۹ | داستان-ترجمه             | آخرین گودال                                                                          | لوئیس سکر                                         | حسین ابراهیمی                           |                                    | قدیانی، کتاب‌های بنفشه                            | ۱۳۷۹         | برگزیده      |
| ۱۳۷۹ | داستان-ترجمه             | حدس بزن چقد دوستت دارم                                                               | سام مک برنتی                                      | علیرضا یزدان پناه                       | آنیتا جرام                         | دفتر نشر فرهنگ اسلامی                            | ۱۳۷۹         | برگزیده      |
| ۱۳۷۹ | غیر داستان               | جایی که جنگل به دریا می‌رسد                                                           | جینی بیکر                                         | مهشید مجتهدزاده                         | جینی بیکر                          | لعبت، کتاب سارا و سپهر                           | ۱۳۷۹         | برگزیده      |
| ۱۳۷۸ | غیرداستان                | کیش:راهنمای جزیره کیش برای کودکان و نوجوانان                                         | روزبه کمالی؛ به کوشش شهرداد میرزایی               |                                         |                                    | سازمان منطقه آزاد کیش                            | ۱۳۷۸         | برگزیده      |
| ۱۳۷۸ | داستان-تألیف             | لطیفه‌های شیرین عبید زاکانی                                                           | شهرام شفیعی (بازنویس)                             |                                         | محمد علی بنی اسدی                  | پیدایش                                           | ۱۳۷۸         | برگزیده      |
| ۱۳۷۸ | داستان-تألیف             | افسانه تنبل قهرمان:فیلمنامه برای کودکان و نوجوانان                                   | بهروز غریب پور                                    |                                         |                                    | دفتر پژوهش‌های فرهنگی                             | ۱۳۷۸         | برگزیده      |
| ۱۳۷۸ | داستان-تألیف             | دختران خورشیدی                                                                       | محمدرضا یوسفی                                     |                                         |                                    | پیدایش                                           | ۱۳۷۷         | برگزیده      |
| ۱۳۷۸ | داستان-تألیف             | هفت دختران آرزو                                                                      | محمدرضا یوسفی                                     |                                         | آذر جوادی                          | سروش                                             | ۱۳۷۸         | برگزیده      |
| ۱۳۷۸ | داستان-ترجمه             | گمشدهٔ شهرزاد                                                                         | سوزان فلچر                                        | حسین ابراهیمی                           |                                    | پیدایش                                           | ۱۳۷۶         | برگزیده      |
| ۱۳۷۸ | داستان-ترجمه             | آن جا که زنبق‌ها می‌شکفند                                                              | وراوبیل کلیور                                     | پروین جلوه نژاد                         |                                    | حوزه هنری                                        | ۱۳۷۸         | برگزیده      |
| ۱۳۷۸ | داستان-ترجمه             | جهان افسانه (مجموعه کامل افسانه‌های برادران گریم)                                     | جاکوب گریم                                        | هرمز ریاحی، بهزاد برکت، نسرین طباطبایی  |                                    | فکر روز                                          | ۱۳۷۸         | برگزیده      |
| ۱۳۷۸ | شعر                      | شاعر قاصدک‌ها                                                                         | صفی سادات مصطفوی                                  |                                         |                                    | بهجت                                             | ۱۳۷۷         | برگزیده      |
| ۱۳۷۷ | داستان-تألیف             | افسانه دیو و دختر                                                                    | شکوه قاسم‌نیا                                      |                                         | کریم نصر                           | پیدایش                                           | ۱۳۷۶         | برگزیده      |
| ۱۳۷۷ | داستان-تألیف             | افسانه بلیناس جادوگر                                                                 | محمدرضا یوسفی                                     |                                         | فرشید شفیعی                        | پیدایش                                           | ۱۳۷۷         | برگزیده      |
| ۱۳۷۷ | داستان-تألیف             | افسانه شیر سپید یال                                                                  | محمدرضا یوسفی                                     |                                         | فرشید شفیعی                        | پیدایش                                           | ۱۳۷۷         | برگزیده      |
| ۱۳۷۷ | داستان-ترجمه             | خانم تاگل و دایناسور                                                                 | رابین پولور                                       | فرمهر منجزی                             | ر. آلی                             | خانه فرهنگ                                       | ۱۳۷۷         | برگزیده      |
| ۱۳۷۷ | داستان-ترجمه             | روباه سنگی                                                                           | جان رینولدز گاردینر                               | پروین علی پور                           | مارشا سیوال                        | چشمه                                             | ۱۳۷۷         | برگزیده      |
| ۱۳۷۷ | داستان-ترجمه             | راسموس و مرد آواره                                                                   | آسترید لیندگرن                                    | ملیحه محمدی                             | اریک پالمکویست                     | چشمه                                             | ۱۳۷۷         | برگزیده      |
| ۱۳۷۷ | دین                      | پدربزرگ آخر آسمان کجاست؟                                                             | مارتا الکساندر                                    | طاهره نجیب منش                          | مارتا الکساندر                     | شیاوش، راه نو                                    | ۱۳۷۶         | برگزیده      |
| ۱۳۷۷ | علوم                     | مردی که می‌شمرد                                                                       | مالبا تاهان                                       | علیرضا توکلی                            | پاتریشیا باکوئرو                   | محراب قلم                                        | ۱۳۷۶         | برگزیده      |
| ۱۳۷۷ | تصویر                    | شاهزاده ای که جادو شد                                                                | لئونید سالاویف (به روایت احمد عربلو)              |                                         | مسعود شجاعی                        | افق                                              | ۱۳۷۷         | برگزیده      |
| ۱۳۷۶ | داستان-ترجمه             | باران مرگ                                                                            | گودرون پاوسه وانگ                                 | حسین ابراهیمی                           | کریم نصر                           | پیدایش                                           | ۱۳۷۶         | برگزیده      |
| ۱۳۷۶ | داستان-ترجمه             | ماتیلدا                                                                              | روآل دال                                          | محبوبه نجف خانی                         | کوئنتین بلیک                       | چشمه                                             | ۱۳۷۶         | برگزیده      |
| ۱۳۷۶ | داستان-ترجمه             | آن دور دورها                                                                         | موریس سنداک                                       | منیژه گازرانی                           | موریس سنداک                        | چشمه                                             | ۱۳۷۶         | برگزیده      |
| ۱۳۷۶ | داستان-ترجمه             | سکوت کیست:داستان‌های خیال‌انگیز                                                        | یفگنی فلی اف                                      | شهلا طهماسبی                            |                                    | چشمه                                             | ۱۳۷۵         | برگزیده      |
| ۱۳۷۶ | داستان-ترجمه             | قصه‌های از موسیقی                                                                     |                                                   | صوفیا محمودی                            |                                    | چشمه                                             | ۱۳۷۵         | برگزیده      |
| ۱۳۷۶ | غیرداستان-تألیف          | سوار سوم: داستان زندگی امام حسین (ع)                                                 | محمدکاظم مزینانی                                  |                                         | محمدرضا لواسانی                    | پیدایش                                           | ۱۳۷۶         | برگزیده      |
| ۱۳۷۶ | غیرداستان-ترجمه          | من در هر آنچه می‌بینم هستم                                                            | جارا ام کرتیس                                     | گیتی خوشدل                              | سینتیا آلدریچ                      | گفتار                                            | ۱۳۷۵         | برگزیده      |
| ۱۳۷۶ | شعر                      | آقای با کلاه و آقای بی کلاه                                                          | شل سیلوراستاین                                    | رضی هیرمندی                             | شل سیلور استاین                    | کانون پرورش فکری کودکان و نوجوانان               | ۱۳۷۵         | برگزیده      |
| ۱۳۷۶ | شعر                      | بهترین دوست من                                                                       | فیونا مک کی                                       | کتایون صدرنیا                           |                                    | دفتر نشر و فرهنگ اسلامی                          | ۱۳۷۶         | برگزیده      |
| ۱۳۷۵ | داستان-تألیف             | قصه‌های من و مامان                                                                    | ویولت رازق پناه                                   |                                         | ویدا لشگری                         | کتاب آفتابگردان                                  | ۱۳۷۵         | برگزیده      |
| ۱۳۷۵ | متن و تصویر              | قصه‌های شیرین موش و گربه شیخ بهایی                                                    | مصطفی رحماندوست                                   |                                         | محمدعلی بنی اسدی                   | پیدایش                                           | ۱۳۷۵         | برگزیده      |
| ۱۳۷۵ | متن و تصویر              | قصه‌های شیرین شاهنامه فردوسی                                                          | اسدالله شعبانی                                    |                                         | کریم نصر                           | پیدایش                                           | ۱۳۷۵         | برگزیده      |
| ۱۳۷۵ | متن و تصویر              | قصه‌های شیرین هزارویک شب                                                              | شکوه قاسم‌نیا                                      |                                         | محمدعلی بنی اسدی                   | پیدایش                                           | ۱۳۷۵         | برگزیده      |
| ۱۳۷۵ | متن و تصویر              | ستاره ای به نام غول                                                                  | محمدرضا یوسفی                                     |                                         |                                    | قدیانی                                           | ۱۳۷۵         | برگزیده      |
| ۱۳۷۵ | داستان-ترجمه             | ماجراهای شارلوت                                                                      | آیوی                                              | فاطمه معتمدی                            |                                    | نقطه                                             | ۱۳۷۵         | برگزیده      |
| ۱۳۷۵ | داستان-ترجمه             | زمستان در جنگ                                                                        | یان ترلو                                          | حسین ابراهیمی                           |                                    | سروش                                             | ۱۳۷۳         | برگزیده      |
| ۱۳۷۵ | داستان-ترجمه             | گلدان خالی                                                                           | دمی                                               | نورا حق‌پرست                             |                                    | کانون پرورش فکری کودکان و نوجوانان               | ۱۳۷۵         | برگزیده      |
| ۱۳۷۵ | داستان-ترجمه             | آنی در گرین گیبلز                                                                    | لوسی مود مونتگمری                                 | محمد حافظی                              |                                    | نقطه                                             | ۱۳۷۵         | برگزیده      |
| ۱۳۷۵ | داستان-ترجمه             | خاطرات یک پسر بچه ناقلا                                                              | وامبا                                             | مرتضی کلانتریان                         |                                    | روزنه                                            | ۱۳۷۳         | برگزیده      |
| ۱۳۷۴ | داستان-تألیف             | داستان‌های تاریخی۱و۲                                                                  | محمود برآبادی                                     |                                         | احسان برآبادی                      | نشر طرح و اجرای کتاب                             | ۱۳۷۴         | برگزیده      |
| ۱۳۷۴ | داستان-ترجمه             | مادرجان مرا دوست داری؟                                                               | باربارام جوس                                      | حسین فتاحی                              | باربارا لاوالی                     | سروش                                             | ۱۳۷۴         | برگزیده      |
| ۱۳۷۴ | داستان-ترجمه             | خانه بزرگ ما سیاره آب و زیبا                                                         | روت روچا                                          | علی فروزفر                              |                                    | سروش                                             | ۱۳۷۴         | برگزیده      |
| ۱۳۷۴ | داستان-ترجمه             | لافکادیو، شیری که جواب گلوله را با گلوله داد                                         | شل سیلوراستاین                                    | حمید احمدی                              | شل سیلوراستاین                     | کانون پرورش فکری کودکان و نوجوانان               | ۱۳۷۴         | برگزیده      |
| ۱۳۷۴ | داستان-ترجمه             | سوران کوچک                                                                           | مارگرتا شمین                                      | شهلا طهماسبی                            |                                    | چشمه                                             | ۱۳۷۳         | برگزیده      |
| ۱۳۷۴ | داستان-ترجمه             | سکه طلا                                                                              | آلمافلور آدا                                      | نسرین وکیلی                             | نیل والدمن                         | کانون پرورش فکری کودکان و نوجوانان               | ۱۳۷۴         | برگزیده      |
| ۱۳۷۴ | غیرداستان-ترجمه          | طرح‌های تزئینی                                                                        | هیلاری دونشیر                                     | عادل ارشقی                              |                                    | امیرکبیر، شکوفه                                  | ۱۳۷۳         | برگزیده      |
| ۱۳۷۴ | غیرداستان-ترجمه          | طرح‌های متحرک                                                                         | هیلاری دونشیر                                     | عادل ارشقی                              |                                    | امیرکبیر، شکوفه                                  | ۱۳۷۳         | برگزیده      |
| ۱۳۷۳ | داستان-تألیف             | دانه نی                                                                              | بهرام خائف                                        |                                         | بهرام خائف                         | کانون پرورش فکری کودکان و نوجوانان               | ۱۳۷۳         | برگزیده      |
| ۱۳۷۳ | متن و تصویر              | یار حسنی و ننه کوچیکه و دختر نارنج و ترنج                                            | شکوه قاسم‌نیا                                      |                                         |                                    | سازمان تبلیغات اسلامی، حوزه هنری                 | ۱۳۷۱         | برگزیده      |
| ۱۳۷۳ | متن و تصویر              | افسانه درخت خرما و بزی:افسانه منظوم، بازآفرینی از افسانه منظوم درخت آسوریک           | محمد محمدی                                        |                                         | سارا ایروانی                       | بنیاد پژوهش‌های اسلامی گروه ادبیات کودک           | ۱۳۷۳         | برگزیده      |
| ۱۳۷۳ | متن و تصویر              | حسنی به مکتب نمی‌رفت و ۱۹ مثل و متل دیگر                                              | محمدرضا یوسفی                                     |                                         | کاظم جلالی                         | قدیانی، کتاب‌های بنفشه                            | ۱۳۷۳         | برگزیده      |
| ۱۳۷۳ | داستان-ترجمه             | یک رؤیا                                                                              | گریس ون آلسبورگ                                   | نسرین وکیلی؛ پارسا میهن پور             |                                    | نشر زلال                                         | ۱۳۷۳         | برگزیده      |
| ۱۳۷۳ | داستان-ترجمه             | برادر عقاب، خواهرآسمان:پیامی از رئیس سیتل                                            | سیاتله                                            | طاهره نجیب منش                          | سوزان جفرز                         | بنیاد پژوهش‌های اسلامی                            | ۱۳۷۳         | برگزیده      |
| ۱۳۷۳ | شعر                      | آخرین پرنده آزاد:براساس نوشته‌ای از هاریس استون                                       | اسدالله شعبانی                                    | فاطمه شهابی                             | شید هاینز                          | کانون پرورش فکری کودکان و نوجوانان               | ۱۳۷۲         | برگزیده      |
| ۱۳۷۳ | شعر                      | چوب‌ها و ریشه‌ها                                                                       | عبدالرضا جلالی                                    |                                         |                                    | کانون پرورش فکری کودکان و نوجوانان               | ۱۳۷۳         | برگزیده      |
| ۱۳۷۲ | داستان – تألیف           | تا مدرسه راهی نیست                                                                   | علی اکبر ایراندوست                                |                                         | نسرین خسروی                        | کانون پرورش فکری کودکان و نوجوانان               | ۱۳۷۱         | برگزیده      |
| ۱۳۷۲ | متن و تصویر              | آرش کمانگیر                                                                          | محمدرضا محمدی                                     |                                         | بهراد امین سلماسی                  | سازمان تبلیغات اسلامی                            | ۱۳۷۲         | برگزیده      |
| ۱۳۷۲ | متن و تصویر              | ماجراهای نیکو احمدی (هفت رنگ کودکی)                                                  | ژاله مساعد                                        |                                         | سارا ایروانی                       | نی                                               | ۱۳۷۲         | برگزیده      |
| ۱۳۷۲ | داستان – ترجمه           | گربه یک چشم                                                                          | پائولا فاکس                                       | پروین علی پور                           |                                    | سروش                                             | ۱۳۷۱         | برگزیده      |
| ۱۳۷۲ | غیرداستان – ترجمه        | آیا در سیاره‌های دیگر حیات وجود دارد؟                                                 | ایزاک آسیموف                                      | محمدرضا غفاری                           |                                    | دفتر نشر فرهنگ اسلامی                            | ۱۳۷۲         | برگزیده      |
| ۱۳۷۲ | غیرداستان – ترجمه        | تصویرسازی با مدادهای شمعی                                                            | هنری پلوکرس                                       | عادل ارشقی                              |                                    | امیرکبیر، شکوفه                                  | ۱۳۷۱         | برگزیده      |
| ۱۳۷۲ | غیرداستان – ترجمه        | رنگ‌ها و رنگ آمیزی                                                                    | هنری پلوکرس                                       | عادل ارشقی                              |                                    | امیرکبیر، شکوفه                                  | ۱۳۷۱         | برگزیده      |
| ۱۳۷۲ | غیرداستان – ترجمه        | تصویرسازی خطی                                                                        | هیلاری دونشیر                                     | عادل ارشقی                              |                                    | امیرکبیر، شکوفه                                  | ۱۳۷۱         | برگزیده      |
| ۱۳۷۲ | غیرداستان – ترجمه        | کلاژ                                                                                 | هیلاری دونشیر                                     | عادل ارشقی                              |                                    | امیرکبیر، شکوفه                                  | ۱۳۷۱         | برگزیده      |
| ۱۳۷۲ | غیرداستان – ترجمه        | هنر چاپ                                                                              | هیلاری دونشیر                                     | عادل ارشقی                              |                                    | امیرکبیر، شکوفه                                  | ۱۳۷۱         | برگزیده      |
| ۱۳۷۲ | غیرداستان – ترجمه        | هنر عروسک سازی                                                                       | هیلاری دونشیر                                     | عادل ارشقی                              |                                    | امیرکبیر، شکوفه                                  | ۱۳۷۱         | برگزیده      |
| ۱۳۷۲ | غیرداستان – ترجمه        | هنر بادبادک سازی                                                                     | باری کلدکت                                        | عادل ارشقی                              |                                    | امیرکبیر، شکوفه                                  | ۱۳۷۱         | برگزیده      |
| ۱۳۷۲ | غیرداستان – ترجمه        | پیکره سازی                                                                           | جان لنکستر                                        | عادل ارشقی                              |                                    | امیرکبیر، شکوفه                                  | ۱۳۷۱         | برگزیده      |
| ۱۳۷۲ | غیرداستان – ترجمه        | حجم سازی                                                                             | جان لنکستر                                        | عادل ارشقی                              |                                    | امیرکبیر، شکوفه                                  | ۱۳۷۱         | برگزیده      |
| ۱۳۷۲ | غیرداستان – ترجمه        | سفالگری                                                                              | جنی هول                                           | عادل ارشقی                              |                                    | امیرکبیر، شکوفه                                  | ۱۳۷۱         | برگزیده      |
| ۱۳۷۲ | شعر                      | آسمان ابری نیست:مجموعه شعر برای نوجوانان                                             | جعفر ابراهیمی                                     |                                         | اکبر نیکان پور                     | نهاد هنر و ادبیات                                | ۱۳۷۲         | برگزیده      |
| ۱۳۷۲ | شعر                      | پروانه و گل سر                                                                       | اسدالله شعبانی                                    |                                         | مهشید مهاجر                        | کانون پرورش فکری کودکان و نوجوانان               | ۱۳۷۲         | برگزیده      |
| ۱۳۷۲ | شعر                      | شعر به شعر:اعاری از شاعران جهان                                                      |                                                   | محمود کیانوش                            | مهشید مهاجر                        | کانون پرورش فکری کودکان و نوجوانان               | ۱۳۷۲         | برگزیده      |
| ۱۳۷۲ | شعر                      | مهربان تر از آب                                                                      | صفورا نیری                                        |                                         | نیلوفر میرمحمدی                    | کانون پرورش فکری کودکان و نوجوانان               | ۱۳۷۲         | برگزیده      |
| ۱۳۷۱ | داستان-تألیف             | تمام دوران کودکی من در یک چمدان گذشت                                                 | ابوالفضل جلیلی                                    |                                         |                                    | لک لک                                            | ۱۳۶۹         | برگزیده      |
| ۱۳۷۱ | داستان-تألیف             | خاله عروسک من                                                                        | شهرام شفیعی                                       |                                         | غلامعلی مکتبی                      | قدیانی، کتاب‌های بنفشه                            | ۱۳۷۱         | برگزیده      |
| ۱۳۷۱ | داستان-تألیف             | مشت بر پوست                                                                          | هوشنگ مرادی کرمانی                                |                                         |                                    | توس (جوانه)                                      | ۱۳۷۱         | برگزیده      |
| ۱۳۷۱ | داستان-تألیف             | نارنج و ترنج                                                                         | فرشته مولوی                                       |                                         | هرمز ریاحی (گزینش تصاویر)          | فرشته مولوی                                      | ۱۳۷۱         | برگزیده      |
| ۱۳۷۱ | داستان-ترجمه             | نگذارید به بادبادک‌ها شلیک کنند                                                       | فریده چیچک اوغلی                                  | فرهاد سخا                               |                                    | فرهاد سخا                                        | ۱۳۷۰         | برگزیده      |
| ۱۳۷۱ | داستان-ترجمه             | دوستان من                                                                            | تارو گومی                                         |                                         |                                    | سروش                                             | ۱۳۷۰         | برگزیده      |
| ۱۳۷۱ | داستان-ترجمه             | تند پا و باد پا                                                                      | اورسولا ولفل                                      |                                         |                                    | شورا                                             | ۱۳۷۱         | برگزیده      |
| ۱۳۷۱ | داستان-ترجمه             | فیل مهربان                                                                           | همالاتا                                           | ژاله امین                               | پولاک بیسواز                       | سروش                                             | ۱۳۷۰         | برگزیده      |
| ۱۳۷۱ | داستان-ترجمه             | سفر به دنیای وحوش با اعداد۱٬۲٬۳                                                      | جان تورنهیل                                       | طراوت کدخدازاده؛ علی اکبر شمس           | جان تورنهیل                        | حرف اول                                          | ۱۳۷۱         | برگزیده      |
| ۱۳۷۰ | داستان-تألیف             | در بهار خرگوش سفیدم را یافتم                                                         | احمدرضا احمدی                                     |                                         | نفیسه ریاحی                        | نشر مرکز، کتاب مریم                              | ۱۳۷۰         | برگزیده      |
| ۱۳۷۰ | متن و تصویر              | امپراتور سیب زمینی چهارم                                                             | محمد محمدی                                        |                                         | هومن مرتضوی                        | قطره                                             | ۱۳۷۰         | برگزیده      |
| ۱۳۷۰ | متن و تصویر              | معدن زغال سنگ کجاست؟                                                                 | محمد محمدی                                        |                                         | میترا عبدی                         | امیرکبیر، کتاب‌های شکوفه                          | ۱۳۷۰         | برگزیده      |
| ۱۳۷۰ | داستان-ترجمه             | آقای هنشاو عزیز                                                                      | کلییری بورلی                                      | پروین علیپور                            | پل ا. زلینسکی                      | سروش                                             | ۱۳۷۰         | برگزیده      |
| ۱۳۷۰ | غیرداستان-ترجمه          | گردش اسرار آمیز در بدن انسان                                                         | کارول دلنر                                        | رضا روحانی                              |                                    | رجای فرهنگی                                      | ۱۳۷۰         | برگزیده      |
| ۱۳۶۹ | داستان-تألیف             | اندازه دنیا                                                                          | شکوه قاسم‌نیا                                      |                                         | اکبر نیکان پور                     | نهاد هنر و ادبیات                                | ۱۳۶۹         | برگزیده      |
| ۱۳۶۹ | متن و تصویر              | افسانه‌ها                                                                             | مهدخت کشکولی                                      |                                         | محمد پولادی                        | شباویز                                           | ۱۳۶۹         | برگزیده      |
| ۱۳۶۹ | متن و تصویر              | زیبا مثل پروانه                                                                      | ناصر یوسفی                                        |                                         | ابوالفضل همتی                      | احیاء کتاب                                       | ۱۳۶۹         | برگزیده      |
| ۱۳۶۹ | داستان-ترجمه             | داستان بی پایان                                                                      | میکائیل انده                                      | شیرین بنی احمد                          |                                    | نشر روز                                          | ۱۳۶۹         | برگزیده      |
| ۱۳۶۹ | غیرداستان-تألیف          | موزه ای از لباس‌های محلی ایران بسازیم:۱                                               | حمید شانس                                         |                                         |                                    | کانون پرورش فکری کودکان و نوجوانان               | ۱۳۶۹         | برگزیده      |
| ۱۳۶۹ | غیرداستان-تألیف          | پنج روز در نیمروز                                                                    | محمدکاظم مزینانی                                  |                                         | عباس ملکی                          | کانون پرورش فکری کودکان و نوجوانان               | ۱۳۶۹         | برگزیده      |
| ۱۳۶۹ | غیرداستان-ترجمه          | معماهای علمی                                                                         | رز وایلر                                          | مهران محجوبی                            | رابرت آزبرن                        | دفتر نشر فرهنگ اسلامی                            | ۱۳۶۹         | برگزیده      |
| ۱۳۶۹ | شعر                      | خورشیدی اینجا، خورشیدی آنجا                                                          | جعفر ابراهیمی                                     |                                         | بهرام خائف                         | کانون پرورش فکری کودکان و نوجوانان               | ۱۳۶۹         | برگزیده      |
| ۱۳۶۹ | متن و تصویر              | سرخپوست برایم بخوان                                                                  | هستی جونز                                         | خسرو شهریاری                            | منیژه ونکی                         | کانون پرورش فکری کودکان و نوجوانان               | ۱۳۶۹         | برگزیده      |
| ۱۳۶۹ | متن و تصویر              | سرخ و صورتی                                                                          | صفورا نیری                                        |                                         | ابوالفضل همتی                      | کانون پرورش فکری کودکان و نوجوانان               | ۱۳۶۹         | برگزیده      |
| ۱۳۶۸ | داستان-تألیف             | گربه من                                                                              | مهدخت کشکولی                                      |                                         | هرمز حقیقی                         | شباویز                                           | ۱۳۶۸         | برگزیده      |
| ۱۳۶۸ | داستان-تألیف             | داستان آن خمره                                                                       | هوشنگ مرادی کرمانی                                |                                         |                                    | سحاب                                             | ۱۳۶۸         | برگزیده      |
| ۱۳۶۸ | داستان-ترجمه             | آشنایی قطعه گمشده با دایره بزرگ                                                      | شل سیلوراستاین                                    | رضی هیرمندی                             |                                    | نمایشگاه کتاب کودک                               | ۱۳۶۸         | برگزیده      |
| ۱۳۶۸ | داستان-ترجمه             | کوه و پرنده                                                                          | آلیس مک لیران                                     | علی دانش                                |                                    | احیاء کتاب                                       | ۱۳۶۸         | برگزیده      |
| ۱۳۶۸ | غیرداستان-تألیف          | کوشش: جنگ هنر و سرگرمی                                                               | جمال الدین اکرمی                                  |                                         | حمید ترابلی                        | کانون پرورش فکری کودکان و نوجوانان               | ۱۳۶۸         | برگزیده      |
| ۱۳۶۸ | غیرداستان-تألیف          | کارخانه همه‌کاره                                                                      | نورالدین زرین کلک                                 |                                         |                                    | کانون پرورش فکری کودکان و نوجوانان               | ۱۳۶۸         | برگزیده      |
| ۱۳۶۸ | متن و تصویر              | هنرهای سنتی ایران: خاتم سازی                                                         | محمد ستاری                                        |                                         | حبیب‌الله پزشکی؛ محمد ستاری         | امیرکبیر، شکوفه                                  | ۱۳۶۷         | برگزیده      |
| ۱۳۶۸ | متن و تصویر              | هنرهای سنتی ایران: قالی بافی                                                         | محمد ستاری                                        |                                         | حبیب‌الله پزشکی؛ محمد ستاری         | امیرکبیر، شکوفه                                  | ۱۳۶۷         | برگزیده      |
| ۱۳۶۸ | متن و تصویر              | هنرهای سنتی ایران: قلم زنی                                                           | محمد ستاری                                        |                                         | حبیب‌الله پزشکی؛ محمد ستاری         | امیرکبیر، شکوفه                                  | ۱۳۶۷         | برگزیده      |
| ۱۳۶۸ | متن و تصویر              | هنرهای سنتی ایران: منبت کاری                                                         | محمد ستاری                                        |                                         | حبیب‌الله پزشکی؛ محمد ستاری         | امیرکبیر، شکوفه                                  | ۱۳۶۷         | برگزیده      |
| ۱۳۶۸ | متن و تصویر              | چیستان                                                                               | محمدرضا شریفی نیا                                 |                                         |                                    | سبز                                              | ۱۳۶۸         | برگزیده      |
| ۱۳۶۸ | متن و تصویر              | مجسمه‌سازی با خمیر                                                                    | ابوالفضل همتی                                     |                                         |                                    | کانون پرورش فکری کودکان و نوجوانان               | ۱۳۶۸         | برگزیده      |
| ۱۳۶۸ | متن و تصویر              | بگرد و پیدایم کن                                                                     |                                                   | الهه ضرغام                              |                                    | کانون پرورش فکری کودکان و نوجوانان               | ۱۳۶۸         | برگزیده      |
| ۱۳۶۷ | داستان-تألیف             | آهوی بخت من گزل                                                                      | محمود دولت‌آبادی                                   |                                         | صادق هدایت                         | چشمه                                             | ۱۳۶۷         | برگزیده      |
| ۱۳۶۷ | داستان-تألیف             | فضانوردها در کوره آجرپزی                                                             | محمد محمدی                                        |                                         | نیره تقوی                          | امیرکبیر، شکوفه                                  | ۱۳۶۷         | برگزیده      |
| ۱۳۶۷ | غیرداستان-ترجمه          | من پنج حس دارم                                                                       | آلیکی                                             | آذر رضایی                               |                                    | امیرکبیر، شکوفه                                  | ۱۳۶۷         | برگزیده      |
| ۱۳۶۷ | شعر                      | شیرین تر از پرواز                                                                    | قدمعلی سرامی                                      |                                         | نیره تقوی                          | کانون پرورش فکری کودکان و نوجوانان               | ۱۳۶۷         | برگزیده      |
| ۱۳۶۷ | متن و تصویر              | شش غزل از حافظ: یادبود کنگره جهانی بزرگداشت حافظ                                     |                                                   |                                         | بهرام خائف                         | کانون پرورش فکری کودکان و نوجوانان               | ۱۳۶۷         | برگزیده      |
| ۱۳۶۶ | داستان-تألیف             | همبازی باد                                                                           | فریبا کلهر                                        |                                         | نسرین بنیادی                       | امیرکبیر، شکوفه                                  | ۱۳۶۶         | برگزیده      |
| ۱۳۶۶ | متن و تصوی               | قصه‌های مجید: کتاب پنجم                                                               | هوشنگ مرادی کرمانی                                |                                         |                                    | کتاب سحاب                                        | ۱۳۶۶         | برگزیده      |
| ۱۳۶۶ | داستان-ترجمه             | در تکاپوی معنا                                                                       | ترینا پالاس                                       | طیبه زندی پور                           |                                    | فردوس                                            | ۱۳۶۶         | برگزیده      |
| ۱۳۶۶ | داستان-ترجمه             | جغدی که از تاریکی می‌ترسید                                                            | جیل تاملینسون                                     | نسرین گل قهرمانی                        | جوان کول                           | کانون پرورش فکری کودکان و نوجوانان               | ۱۳۶۶         | برگزیده      |
| ۱۳۶۶ | شعر                      | سرود باران                                                                           | غلامحسین چکهندی نژاد                              |                                         |                                    | بی نا                                            | ۱۳۶۶         | برگزیده      |
| ۱۳۶۶ | شعر                      | گل بادام                                                                             | پروین دولت‌آبادی                                   |                                         | محمدعلی بنی اسدی                   | کانون پرورش فکری کودکان و نوجوانان               | ۱۳۶۶         | برگزیده      |
| ۱۳۶۵ | داستان-تألیف             | زیباترین آواز                                                                        | شکوفه تقی                                         |                                         | نیره تقوی                          | کانون پرورش فکری کودکان و نوجوانان               | ۱۳۶۵         | برگزیده      |
| ۱۳۶۵ | متن و تصویر              | خواب‌هایم پر از کبوتر و بادبادک است                                                   | فریدون رحیمی                                      |                                         | نیره تقوی                          | امیرکبیر، شکوفه                                  | ۱۳۶۵         | برگزیده      |
| ۱۳۶۵ | متن و تصویر              | ماجرای احمد و ساعت                                                                   | فرشته طائرپور                                     |                                         | مهرنوش معصومیان                    | کانون پرورش فکری کودکان و نوجوانان               | ۱۳۶۵         | برگزیده      |
| ۱۳۶۵ | داستان-ترجمه             | مو مو                                                                                | میشل انده                                         | محمد زرین بال                           |                                    | ابتکار                                           | ۱۳۶۳         | برگزیده      |
| ۱۳۶۵ | داستان-ترجمه             | شش شاگرد تازه                                                                        | فرانتس براندنبرگ                                  | وحید نیکخواه                            | وجیه الله مقدم                     | کانون پرورش فکری کودکان و نوجوانان               | ۱۳۶۵         | برگزیده      |
| ۱۳۶۵ | داستان-ترجمه             | فریاد مرا بشنو                                                                       | میلدردد تیلور                                     | ثریا قزل ایاغ                           |                                    | امیرکبیر، شکوفه                                  | ۱۳۶۵         | برگزیده      |
| ۱۳۶۵ | تصویر                    | آ اول الفباست                                                                        | نورالدین زرین کلک                                 |                                         |                                    | کانون پرورش فکری کودکان و نوجوانان               | ۱۳۶۵         | برگزیده      |
| ۱۳۶۵ | غیرداستان-تألیف          | جنگ‌های جهانی اول و دوم                                                               | کامران فانی                                       |                                         |                                    | انتشارات علمی و فرهنگی                           | ۱۳۶۵         | برگزیده      |
| ۱۳۶۵ | داستان-ترجمه             | انرژی                                                                                | ایزاک آسیموف                                      | اسماعیل سعادت                           | باب چاپمن                          | فاطمی                                            | ۱۳۶۵         | برگزیده      |
| ۱۳۶۵ | داستان-ترجمه             | انرژی هسته ای                                                                        | ایزاک آسیموف                                      | محمود محمودی                            | باب چاپمن                          | فاطمی                                            | ۱۳۶۵         | برگزیده      |
| ۱۳۶۵ | داستان-ترجمه             | انسان در فضا                                                                         | ایزاک آسیموف                                      | توفیق حیدرزاده                          | باب چاپمن                          | فاطمی                                            | ۱۳۶۵         | برگزیده      |
| ۱۳۶۵ | داستان-ترجمه             | نفت                                                                                  | ایزاک آسیموف                                      | محمود محمودی                            | باب چاپمن                          | فاطمی                                            | ۱۳۶۵         | برگزیده      |
| ۱۳۶۵ | داستان-ترجمه             | ویتامین‌ها                                                                            | ایزاک آسیموف                                      | شهناز خانلو                             | باب چاپمن                          | فاطمی                                            | ۱۳۶۵         | برگزیده      |
| ۱۳۶۵ | شعر                      | کلاغ پر: مجموعه شعر برای کودکان                                                      | شکوه قاسم‌نیا                                      |                                         | محمد بنی اسدی                      | کانون پرورش فکری کودکان و نوجوانان               | ۱۳۶۵         | برگزیده      |
| ۱۳۶۴ | داستان-تألیف             | یک میلیون                                                                            | علی رئوف                                          |                                         | لیلا بینا                          | فاطمی، واژه                                      | ۱۳۶۴         | برگزیده      |
| ۱۳۶۴ | داستان-ترجمه             | راهگشای نور از زندگی‌نامه آن سولیوان معلم هلن کلر                                     | هلن المیراویت                                     | منصور فهیم                              |                                    | منصور فهیم                                       | ۱۳۶۴         | برگزیده      |
| ۱۳۶۴ | داستان-ترجمه             | کیک آسمانی                                                                           | جانی روداری                                       | پیروز ملکی                              |                                    | امیرکبیر، شکوفه                                  | ۱۳۶۴         | برگزیده      |
| ۱۳۶۴ | داستان-ترجمه             | داستان عجیب سلطان زیرزمین                                                            | کریستینه نوستلینگر                                | ماندانا سمیعی                           | ورنرماودر                          | تندر                                             | ۱۳۶۳         | برگزیده      |
| ۱۳۶۴ | غیرداستان-ترجمه          | اتم                                                                                  | ایزاک آسیموف                                      | هوشنگ شریف‌زاده                          |                                    | فاطمی                                            | ۱۳۶۴         | برگزیده      |
| ۱۳۶۴ | غیرداستان-ترجمه          | دینوزورها                                                                            | ایزاک آسیموف                                      | محمود محمودی                            | باب چاپمن                          | فاطمی                                            | ۱۳۶۴         | برگزیده      |
| ۱۳۶۴ | غیرداستان-ترجمه          | شکل زمین                                                                             | ایزاک آسیموف                                      | هوشنگ شریف‌زاده                          | باب چاپمن                          | فاطمی                                            | ۱۳۶۴         | برگزیده      |
| ۱۳۶۴ | غیرداستان-ترجمه          | قاره قطب جنوب                                                                        | ایزاک آسیموف                                      | محمود محمودی                            | باب چاپمن                          | فاطمی                                            | ۱۳۶۴         | برگزیده      |
| ۱۳۶۴ | غیرداستان-ترجمه          | میکروب‌ها                                                                             | ایزاک آسیموف                                      | اسماعیل سعادت                           | کنلیز دوگال                        | فاطمی                                            | ۱۳۶۴         | برگزیده      |
| ۱۳۶۴ | غیرداستان-ترجمه          | پارچه‌ها                                                                              | مرتضی اسماعیلی                                    |                                         |                                    | کانون پرورش فکری کودکان و نوجوانان               | ۱۳۶۴         | برگزیده      |
| ۱۳۶۴ | غیرداستان-ترجمه          | دور ریختنی‌ها                                                                         | عیسی حجت                                          |                                         | محسن حاج منوچهری                   | کانون پرورش فکری کودکان و نوجوانان               | ۱۳۶۴         | برگزیده      |
| ۱۳۶۴ | غیرداستان-ترجمه          | هسته‌ها                                                                               | مریم رحمتی                                        |                                         | محسن حاج منوچهری                   | کانون پرورش فکری کودکان و نوجوانان               | ۱۳۶۴         | برگزیده      |
| ۱۳۶۴ | غیرداستان-ترجمه          | سنگ‌ها                                                                                | ابوالفضل همتی                                     |                                         | محسن حاج منوچهری                   | کانون پرورش فکری کودکان و نوجوانان               | ۱۳۶۴         | برگزیده      |
| ۱۳۶۳ | داستان-تألیف             | رسم ما و سهم ما                                                                      | مهدخت کشکولی                                      |                                         | سیمین شهروان                       | فاطمی، واژه                                      | ۱۳۶۳         | برگزیده      |
| ۱۳۶۳ | متن و تصویر              | چکمه                                                                                 | هوشنگ مرادی کرمانی                                |                                         | خسرو بهروز                         | کتاب سحاب                                        | ۱۳۶۳         | برگزیده      |
| ۱۳۶۳ | داستان-ترجمه             | موج بزرگ                                                                             | پرل باک                                           | ثریا قزل ایاغ                           | کازومیزامورا                       | فاطمی، واژه                                      | ۱۳۶۳         | برگزیده      |
| ۱۳۶۳ | داستان-ترجمه             | موج                                                                                  | مارگارت هوجز                                      | فریدون رحیمی                            | بلرلنت                             | امیرکبیر، شکوفه                                  | ۱۳۶۳         | برگزیده      |
| ۱۳۶۳ | تصویر                    | برگ‌ها                                                                                | مرتضی اسماعیلی                                    |                                         |                                    | کانون پرورش فکری کودکان و نوجوانان               | ۱۳۶۳         | برگزیده      |
| ۱۳۶۲ | داستان-تألیف             | جایزه                                                                                | رضا رهگذر                                         |                                         |                                    | کانون پرورش فکری کودکان و نوجوانان               | ۱۳۶۲         | برگزیده      |
| ۱۳۶۲ | داستان-تألیف             | قصه‌های مجید: کتاب سوم                                                                | هوشنگ مرادی کرمانی                                |                                         |                                    | کتاب سحاب                                        | ۱۳۶۲         | برگزیده      |
| ۱۳۶۲ | داستان-ترجمه             | ماجراهای آلیس در شگفتزار                                                             | لوئیس کارول                                       | مسعود توفان                             |                                    | ندا                                              | ۱۳۶۱         | برگزیده      |
| ۱۳۶۲ | داستان-ترجمه             | پیروزی بر شب                                                                         | ژ. کریستال                                        | سیروس طاهباز                            |                                    | کانون پرورش فکری کودکان و نوجوانان               | ۱۳۶۲         | برگزیده      |
| ۱۳۶۱ | داستان-تألیف             | هستم اگر می‌روم                                                                       | رضا رهگذر                                         |                                         |                                    | سازمان تبلیغات اسلامی                            | ۱۳۶۰         | برگزیده      |
| ۱۳۶۱ | داستان-تألیف             | نخل                                                                                  | هوشنگ مرادی کرمانی                                |                                         |                                    | کتاب سحاب                                        | ۱۳۶۱         | برگزیده      |
| ۱۳۶۱ | داستان-ترجمه             | قصه‌های من و بابام                                                                    | اریش ارز                                          |                                         | اریش ارز                           | فاطمی                                            | ۱۳۶۱         | برگزیده      |
| ۱۳۶۱ | داستان-ترجمه             | با بال‌های بلند آرزو                                                                  | ولادیمیر کیسیلوف                                  | آزیتا نهچیری                            |                                    | تندر                                             | ۱۳۶۱         | برگزیده      |
| ۱۳۶۱ | غیرداستان-تألیف          | سرگذشت تقویم:داستان کوشش‌های بشر برای اندازه‌گیری زمان                                 | عشرت نظیری                                        |                                         |                                    | الفبا                                            | ۱۳۶۱         | برگزیده      |
| ۱۳۶۰ | داستان-تألیف             | آی ابراهیم                                                                           | غلامرضا امامی                                     |                                         | بهرام خائف                         | کانون پرورش فکری کودکان و نوجوانان               | ۱۳۶۰         | برگزیده      |
| ۱۳۶۰ | متن و تصویر              | در آینه                                                                              | کیومرث پوراحمد                                    |                                         |                                    | کانون پرورش فکری کودکان و نوجوانان               | ۱۳۶۰         | برگزیده      |
| ۱۳۶۰ | متن و تصویر              | من صلح را دوست دارم                                                                  | نسیم خاکسار                                       |                                         |                                    | ققنوس                                            | ۱۳۶۰         | برگزیده      |
| ۱۳۶۰ | متن و تصویر              | باغ (چند قصه)                                                                        | پرویز دوایی                                       |                                         |                                    | زمینه                                            | ۱۳۶۰         | برگزیده      |
| ۱۳۶۰ | متن و تصویر              | قصه‌های مجید: کتاب اول                                                                | هوشنگ مرادی کرمانی                                |                                         |                                    | کتاب سحاب                                        | ۱۳۵۸         | برگزیده      |
| ۱۳۶۰ | متن و تصویر              | قصه‌های مجید: کتاب دوم                                                                | هوشنگ مرادی کرمانی                                |                                         |                                    | کتاب سحاب                                        | ۱۳۵۹         | برگزیده      |
| ۱۳۶۰ | متن و تصویر              | گل خاص                                                                               | منصور یاقوتی                                      |                                         |                                    | شباهنگ                                           | ۱۳۶۰         | برگزیده      |
| ۱۳۶۰ | داستان-ترجمه             | فقط زمین بیدار بود                                                                   | روت کراس                                          | مرتضی بختیاری                           |                                    |                                                  | ۱۳۶۰         | برگزیده      |
| ۱۳۶۰ | داستان-ترجمه             | وقتی باران می‌بارد                                                                    | مای گارلیک                                        | مرتضی بختیاری                           |                                    |                                                  | ۱۳۶۰         | برگزیده      |
| ۱۳۶۰ | غیرداستان-تألیف          | غنچه‌ها در طوفان: مجموعه ای از عکس‌های صحنه‌های جنگ تحمیلی عراق علیه ایران              | کاوه گلستان، هنگامه گلستان                        |                                         |                                    | کانون پرورش کودکان و نوجوانان                    | ۱۳۶۰         | برگزیده      |
| ۱۳۶۰ | غیرداستان-تألیف          | زمین لرزه                                                                            | سجل نیک، مینا حسن‌زاده                             |                                         |                                    | کتیبه                                            | ۱۳۶۰         | برگزیده      |
| ۱۳۶۰ | غیرداستان-ترجمه          | رنج کودکان در نظام تبعید نژادی                                                       |                                                   | حسنعلی آذرخش                            |                                    | آینده نو                                         | ۱۳۶۰         | برگزیده      |
| ۱۳۶۰ | غیرداستان-ترجمه          | از جنگ بگوییم                                                                        |                                                   | ریاحی، برکت                             | دیوید سیمور                        | پای ژه                                           | ۱۳۶۰         | برگزیده      |
| ۱۳۵۹ | داستان-تألیف             | وقتی که دود آتش جنگ در آسمان دهکده دیده شد                                           | قاضی ربیحاوی                                      |                                         |                                    | یاشار                                            | ۱۳۵۹         | برگزیده      |
| ۱۳۵۹ | داستان-تألیف             | بچه‌های قالیباف خانه                                                                  | هوشنگ مرادی کرمانی                                |                                         |                                    | کتاب سحاب                                        | ۱۳۵۹         | برگزیده      |
| ۱۳۵۸ | داستان-تألیف             | مرادو                                                                                | محمد علی آزادیخواه                                |                                         |                                    | لوح                                              | ۱۳۵۸         | برگزیده      |
| ۱۳۵۸ | داستان-تألیف             | مرداد پای کوره‌های جنوب                                                               | قاضی ربیحاوی                                      |                                         |                                    | یاشار                                            | ۱۳۵۸         | برگزیده      |
| ۱۳۵۸ | داستان-تألیف             | ما هنوز در راهیم                                                                     | امین‌الله سرابندی                                  |                                         |                                    | شباهنگ                                           | ۱۳۵۸         | برگزیده      |
| ۱۳۵۸ | غیرداستان-تألیف          | هنر آدمیان نخستین                                                                    | رضا علامه‌زاده                                     |                                         |                                    | جهان کتاب                                        | ۱۳۵۸         | برگزیده      |
| ۱۳۵۷ | داستان-تألیف             | کاوه                                                                                 | محمود اعتمادزاده                                  |                                         |                                    | نیل                                              | ۱۳۵۷         | برگزیده      |
| ۱۳۵۷ | داستان-تألیف             | آرش                                                                                  | بهرام بیضایی                                      |                                         |                                    | نیلوفر                                           | ۱۳۵۶         | برگزیده      |
| ۱۳۵۷ | داستان-تألیف             | اگر آدم‌ها هم دیگر را دوست بدارند                                                     | نسیم خاکسار                                       |                                         |                                    | جهان کتاب                                        | ۱۳۵۷         | برگزیده      |
| ۱۳۵۷ | داستان-تألیف             | روزنامه دیواری مدرسه ما                                                              | علی‌اشرف درویشیان                                  |                                         |                                    | شبگیر                                            | ۱۳۵۷         | برگزیده      |
| ۱۳۵۷ | داستان-تألیف             | فصل نان                                                                              | علی‌اشرف درویشیان                                  |                                         |                                    | شباهنگ                                           | ۱۳۵۷         | برگزیده      |
| ۱۳۵۶ | داستان-تألیف             | خانه ای برشن                                                                         | محمود احیایی                                      |                                         |                                    | چاپار                                            | ۱۳۵۶         | برگزیده      |
| ۱۳۵۶ | داستان-تألیف             | حیاط پشتی مدرسه عدل آفاق                                                             | فریدون دوستدار                                    |                                         | نیکزاد نجومی                       | کانون پرورش فکری کودکان و نوجوانان               | ۱۳۵۶         | برگزیده      |
| ۱۳۵۶ | داستان-تألیف             | مردان فردا                                                                           | منصور یاقوتی                                      |                                         |                                    | شبگیر                                            | ۱۳۵۶         | برگزیده      |
| ۱۳۵۶ | شعر                      | باغ ستاره‌ها: باغ شعر کودک                                                            | محمود کیانوش                                      |                                         |                                    | توکا                                             | ۱۳۵۶         | برگزیده      |
| ۱۳۵۶ | شعر                      | طوطی سبز هندی                                                                        | محمود کیانوش                                      |                                         |                                    | توکا                                             | ۱۳۵۶         | برگزیده      |
| ۱۳۵۶ | شعر                      | نوک طلای نقره بال                                                                    | محمود کیانوش                                      |                                         |                                    | توکا                                             | ۱۳۵۶         | برگزیده      |
| ۱۳۵۵ | داستان-تألیف             | افسانه باران در ایران                                                                | مهدخت کشکولی                                      |                                         | امیرحسین محجوبی                    | انتشارات رادیو و تلویزیون آموزشی                 | ۱۳۵۵         | برگزیده      |
| ۱۳۵۵ | داستان-ترجمه             | بازیگر                                                                               | جولیا کانینگهام                                   | مهدخت دولت‌آبادی                         |                                    | اشرفی                                            | ۱۳۵۵         | برگزیده      |
| ۱۳۵۵ | داستان-ترجمه             | یک روز زندگی پسرک قطبی                                                               | م. ماتیو                                          | پرویز شهریاری                           |                                    | توکا                                             | ۱۳۵۵         | برگزیده      |
| ۱۳۵۴ | غیرداستان-تألیف          | اکوسیستم                                                                             | بیژن باوندی                                       |                                         |                                    | انجمن ملی حفاظت منابع طبیعی و محیط انسانی        | ۱۳۵۴         | برگزیده      |
| ۱۳۵۴ | غیرداستان-تألیف          | پرنده‌شناسی                                                                           | بیژن باوندی                                       |                                         | کریم امامی، نیکل فریدنی            | انجمن ملی حفاظت منابع طبیعی و محیط انسانی        | ۱۳۵۴         | برگزیده      |
| ۱۳۵۴ | غیرداستان-تألیف          | جهان گیاهان                                                                          | بیژن باوندی، منوچهر کوچک                          |                                         | بیژن باوندی                        | انجمن ملی حفاظت منابع طبیعی و محیط انسانی        | ۱۳۵۳         | برگزیده      |
| ۱۳۵۴ | متن و تصویر              | با دانش اکولوژی آشنا شویم                                                            | بیژن باوندی، منوچهر کوچک                          |                                         |                                    | انجمن ملی حفاظت منابع طبیعی و محیط انسانی        | ۱۳۵۴         | برگزیده      |
| ۱۳۵۴ | غیرداستان-ترجمه          | پستانداران                                                                           | شرلی میلر                                         |                                         |                                    | انجمن ملی حفاظت منابع طبیعی و محیط انسانی        | ۱۳۵۴         | برگزیده      |
| ۱۳۵۳ | داستان-تألیف             | زوروز و بادبادک‌ها                                                                    | ثمین باغچه‌بان                                     |                                         | نورالدین زرین‌کلک                   | کانون پرورش فکری کودکان و نوجوانان               | ۱۳۵۳         | برگزیده      |
| ۱۳۵۳ | متن و تصویر              | وقتی که من بچه بودم                                                                  | نورالدین زرین‌کلک                                  |                                         |                                    | کانون پرورش فکری کودکان و نوجوانان               | ۱۳۵۳         | برگزیده      |
| ۱۳۵۲ | داستان-تألیف             | آرزو                                                                                 | قدسی قاضی نور                                     |                                         |                                    | گلشائی                                           | ۱۳۵۲         | برگزیده      |
| ۱۳۵۲ | غیرداستان-تألیف          | قلمکار                                                                               | کاوه گلستان                                       |                                         | کاوه گلستان                        | کانون پرورش فکری کودکان و نوجوانان               | ۱۳۵۲         | برگزیده      |
| ۱۳۵۲ | غیرداستان-ترجمه          | دنیای پنهان کودک                                                                     | بت دی، مارگارت لیلهٔ                               | احمد خواجه نصیر                         |                                    | کانون پرورش فکری کودکان و نوجوانان               | ۱۳۵۲         | برگزیده      |
| ۱۳۵۱ | داستان-تألیف             | حقیقت و مرد دانا                                                                     | بهرام بیضایی                                      |                                         | مرتضی ممیز                         | کانون پرورش فکری کودکان ونوجوانان                | ۱۳۴۷         | برگزیده      |
| ۱۳۵۱ | متن و تصویر              | دوپرنده                                                                              | قدسی قاضی نور                                     |                                         |                                    | امیرکبیر، همگام                                  | ۱۳۵۱         | برگزیده      |
| ۱۳۵۱ | داستان-ترجمه             | چرا جانوران نباید لباس بپوشند؟                                                       | جودیت بارت                                        | فرزانه ابراهیمی                         | ژان بارت                           | همگام                                            | ۱۳۵۱         | برگزیده      |
| ۱۳۵۱ | داستان-ترجمه             | آدم آهنی                                                                             | تد هیوز                                           | نادر ابراهیمی                           |                                    | همگام                                            | ۱۳۵۱         | برگزیده      |
| ۱۳۵۱ | غیرداستان-ترجمه          | همه چی با قیچی                                                                       | لبدوا                                             | ابراهیم حقیقی                           |                                    | جیبی                                             | ۱۳۵۱         | برگزیده      |
| ۱۳۵۰ | داستان-ترجمه             | جزیره دلفین‌های آبی رنگ                                                               | اسکات اودل                                        | منوچهر آتشی                             |                                    | جیبی، فرانکلین                                   | ۱۳۵۰         | برگزیده      |
| ۱۳۵۰ | داستان-ترجمه             | کودک، سرباز و دریا                                                                   | ژرژ فون ویلیه                                     | دلآرا قهرمان                            |                                    | کانون پرورش فکری کودکان و نوجوانان               | ۱۳۴۹         | برگزیده      |
| ۱۳۵۰ | داستان-ترجمه             | خانواده زیر پل                                                                       | ناتالی سویچ کارلسون                               | گلی ترقی                                |                                    | جیبی                                             | ۱۳۵۰         | برگزیده      |
| ۱۳۵۰ | داستان-ترجمه             | پی پی جوراب بلند                                                                     | آسترید لیندگرن                                    | گلی امامی                               |                                    | جیبی                                             | ۱۳۵۰         | برگزیده      |
| ۱۳۵۰ | داستان-ترجمه             | کارتنک شارلوت                                                                        | ای. بی. وایت                                      | مهشید امیرشاهی                          | گارث ویلیامز                       | جیبی                                             | ۱۳۵۰         | برگزیده      |
| ۱۳۵۰ | داستان-ترجمه             | یادداشت‌های حسنک یزدی در سفر به گیلان                                                 | کریم کشاورز                                       |                                         |                                    | بنگاه ترجمه و نشر کتاب                           | ۱۳۵۰         | برگزیده      |
| ۱۳۴۹ | داستان-تألیف             | بابابرفی                                                                             | جبار باغچه بان                                    |                                         | آلن بایاش                          | کانون پرورش فکری کودکان و نوجوانان               | ۱۳۴۹         | برگزیده      |
| ۱۳۴۹ | داستان-ترجمه             | این را می‌گویند شجاعت                                                                 | آمسترانگ اسپری                                    | هما روحی                                |                                    | امیرکبیر، فرانکلین                               | ۱۳۴۸         | برگزیده      |
| ۱۳۴۹ | داستان-ترجمه             | بازگشت به شهر زمرد                                                                   | لایمن فرانک باوم                                  | ابوالقاسم حالت                          | جان نیل                            | مؤسسه فرهنگی اندیشه                              | ۱۳۴۹         | برگزیده      |
| ۱۳۴۹ | داستان-ترجمه             | خرگوش تپه                                                                            | برات لاسن                                         | باربد ظاهری                             |                                    | امیرکبیر، فرانکلین                               | ۱۳۴۹         | برگزیده      |
| ۱۳۴۹ | داستان-ترجمه             | خواهر وسطی                                                                           | میریام اوانژاین میسن                              | علی صلح‌جو                               |                                    | ابن سینا                                         | ۱۳۴۸         | برگزیده      |
| ۱۳۴۹ | غیرداستان-تألیف          | پول و اقتصاد                                                                         | داریوش آشوری                                      |                                         | نفیسه ریاحی                        | کانون پرورش فکری کودکان و نوجوانان               | ۱۳۴۹         | برگزیده      |
| ۱۳۴۹ | غیرداستان-ترجمه          | در جستجوی فسیل زنده                                                                  | النور کلایمر                                      | مهدخت دولت‌آبادی                         |                                    | ابن سینا                                         | ۱۳۵۲         | برگزیده      |
| ۱۳۴۹ | غیرداستان-ترجمه          | داستان عصر یخبندان                                                                   | رز وایلر                                          | حمیده غروی                              |                                    | ابن سینا                                         | ۱۳۴۸         | برگزیده      |
| ۱۳۴۹ | غیرداستان-ترجمه          | شگفتی‌های ریاضیات                                                                     | استرهریس هایلند                                   | عباس خیرخواه                            | والتر گوسن                         | امیرکبیر                                         | ۱۳۴۹         | برگزیده      |
| ۱۳۴۸ | داستان-تألیف             | افسانه سیمرغ                                                                         | زهرا کیا                                          |                                         | نورالدین زرین‌کلک                   | جیبی، فرانکلین                                   | ۱۳۴۸         | برگزیده      |
| ۱۳۴۸ | متن و تصویر              | آدم یا روباه                                                                         | محمد کیانوش                                       |                                         |                                    | نیل                                              | ۱۳۴۸         | برگزیده      |
| ۱۳۴۸ | داستان-ترجمه             | کارآگاهان جوان                                                                       | مک گریگور                                         | پروین داوچی                             |                                    | بنگاه ترجمه و نشر کتاب                           | ۱۳۴۸         | برگزیده      |
| ۱۳۴۸ | غیرداستان-ترجمه          | شناخت نور                                                                            | بولاه تانن باوم                                   | محمد حیدری                              |                                    | بنگاه ترجمه و نشر کتاب                           | ۱۳۴۸         | برگزیده      |
| ۱۳۴۸ | غیرداستان-ترجمه          | یک جای پا، دو جای پا                                                                 | میلینست سل سام                                    | مهدخت دولت‌آبادی                         |                                    | بانک صادرات ایران                                | ۱۳۴۸         | برگزیده      |
| ۱۳۴۸ | شعر                      | جم جمک برگ خزان                                                                      | مهدخت دولت‌آبادی                                   |                                         | پرویز کلانتری                      | جیبی، فرانکلین                                   | ۱۳۴۸         | برگزیده      |
| ۱۳۴۸ | متن و تصویر              | گل اومد و بهار اومد                                                                  | منوچهر نیستانی                                    |                                         | پرویز کلانتری                      | کانون پرورش فکری کودکان و نوجوانان               | ۱۳۴۷         | برگزیده      |
| ۱۳۴۷ | داستان-تألیف             | دور از خانه                                                                          | نادر ابراهیمی                                     |                                         | لیلی نهاوندی                       | کانون پرورش فکری کودکان و نوجوانان               | ۱۳۴۷         | برگزیده      |
| ۱۳۴۷ | داستان-تألیف             | ماهی سیاه کوچولو                                                                     | صمد بهرنگی                                        |                                         | فرشید مثقالی                       | کانون پرورش فکری کودکان و نوجوانان               | ۱۳۴۷         | برگزیده      |
| ۱۳۴۷ | غیرداستان-ترجمه          | سفر به فضا                                                                           | لوسیل ساترلند                                     | احمد ایرانی                             |                                    | خوارزمی                                          | ۱۳۴۷         | برگزیده      |
| ۱۳۴۷ | شعر                      | قصه طوقی                                                                             | محمود مشرف                                        |                                         | ناهید حقیقت                        | کانون پرورش فکری کودکان و نوجوانان               | ۱۳۴۷         | برگزیده      |
| ۱۳۴۶ | داستان-تألیف             | داستان جمشید شاه                                                                     | مهرداد بهار                                       |                                         | فرشید مثقالی                       | کانون پرورش فکری کودکان و نوجوانان               | ۱۳۴۶         | برگزیده      |
| ۱۳۴۶ | متن و تصویر              | بعد از زمستان در آبادی ما                                                            | سیاوش کسرایی                                      |                                         |                                    | کانون پرورش فکری کودکان و نوجوانان               | ۱۳۴۶         | برگزیده      |
| ۱۳۴۶ | غیرداستان-ترجمه          | حواس اسرار آمیز حیوانات                                                              | ویتوس دروشر                                       | اسحاق لاله‌زاری                          |                                    | اشرفی                                            | ۱۳۴۶         | برگزیده      |
| ۱۳۴۵ | داستان-تألیف             | بچه آدم                                                                              | مهدی آذر یزدی                                     |                                         |                                    | اشرفی                                            | ۱۳۴۵         | برگزیده      |
| ۱۳۴۵ | داستان-تألیف             | قصه‌های خوب برای بچه‌های خوب، جلد پنجم قصه‌های قرآن، برگزیده از قصص قرآن                | مهدی آذر یزدی                                     |                                         | مرتضی ممیز                         | امیرکبیر                                         | ۱۳۴۵         | برگزیده      |
| ۱۳۴۵ | داستان-تألیف             | مهمان‌های ناخوانده                                                                    | فریده فرجام                                       |                                         | جودی فرمانفرمائیان                 | کانون پرورش فکری کودکان و نوجوانان               | ۱۳۴۵         | برگزیده      |
| ۱۳۴۵ | غیرداستان-ترجمه          | شگفتی خای تن آدمی                                                                    | آنتونی راویلی                                     | حسن مرندی                               |                                    | پدیده                                            | ۱۳۴۵         | برگزیده      |
| ۱۳۴۵ | غیرداستان-ترجمه          | من چه هستم: چیستان مصور                                                              | روت لئون                                          |                                         | کرنلیاس دوویت                      | فرانکلین                                         | ۱۳۴۵         | برگزیده      |
| ۱۳۴۴ | داستان-ترجمه             | کتاب دوستی و محبت                                                                    | جان والش انگلاوند                                 | رؤیا ایمن                               |                                    | ابن سینا                                         | ۱۳۴۴         | برگزیده      |
| ۱۳۴۴ | داستان-ترجمه             | پیتر و گرگ                                                                           | پروکوفیف                                          | احمد مقربیان                            |                                    | پدیده                                            | ۱۳۴۴         | برگزیده      |
| ۱۳۴۴ | داستان-ترجمه             | افسانه‌های سرخپوستان                                                                  | هلن فوره سلتر                                     | اردشیر نیکپور                           |                                    | امیرکبیر                                         | ۱۳۴۵         | برگزیده      |
| ۱۳۴۴ | شعر                      | فری به آسمان می‌رود                                                                   | عباس یمینی شریف                                   |                                         |                                    | امیرکبیر                                         | ۱۳۴۴         | برگزیده      |
| ۱۳۴۳ | داستان-تألیف             | قصه‌های خوب برای بچه‌های خوب: جلد۳ قصه‌های برگزیده از سندبادنامه و قابوسنامه            | مهدی آذر یزدی                                     |                                         |                                    | امیرکبیر                                         | ۱۳۴۳         | برگزیده      |
| ۱۳۴۳ | داستان-ترجمه             | داستان‌های ملل مشرق زمین                                                              | بیستروف                                           | روحی ارباب                              |                                    | بنگاه ترجمه و نشر کتاب                           | ۱۳۴۳         | برگزیده      |
| ۱۳۴۳ | غیرداستان-ترجمه          | خرافه یا علم                                                                         | برتا موریس پارکر                                  | علی محمد عامری                          |                                    | ابن سینا                                         | ۱۳۴۳         | برگزیده      |
| ۱۳۴۳ | غیرداستان-ترجمه          | کارخانه کاغذسازی رستنیها                                                             | برتا موریس پارکر                                  | علی محمد عامری                          |                                    | ابن سینا                                         | ۱۳۴۳         | برگزیده      |
| ۱۳۴۳ | غیرداستان-ترجمه          | خواندنی‌های دبیرستانی                                                                 |                                                   |                                         |                                    | ایران-مک گروهیل                                  | ۱۳۴۳         | برگزیده      |
| ۱۳۴۲ | داستان-تألیف             | گفتگوی درخت‌ها                                                                        | فهیمه میرهادی                                     |                                         | کاترین نجم‌آبادی                    | مروارید                                          | ۱۳۴۲         | برگزیده      |
| ۱۳۴۲ | داستان-ترجمه             | داستان‌های چینی                                                                       | ژیزل والری                                        | اردشیر نیکپور                           |                                    | بنگاه ترجمه و نشر کتاب                           | ۱۳۴۲         | برگزیده      |
| ۱۳۴۲ | غیرداستان-ترجمه          | ابرو باران و برف                                                                     | برتاموریس پارکر                                   | مجید روشنگر                             |                                    | ابن سینا                                         | ۱۳۴۲         | برگزیده      |
| ۱۳۴۲ | غیرداستان-ترجمه          | مادام کوری                                                                           | الیس تورن                                         | پری کیانوشی                             |                                    | خانه کتاب                                        | ۱۳۴۲         | برگزیده      |